# Romantiek (schilderkunst)

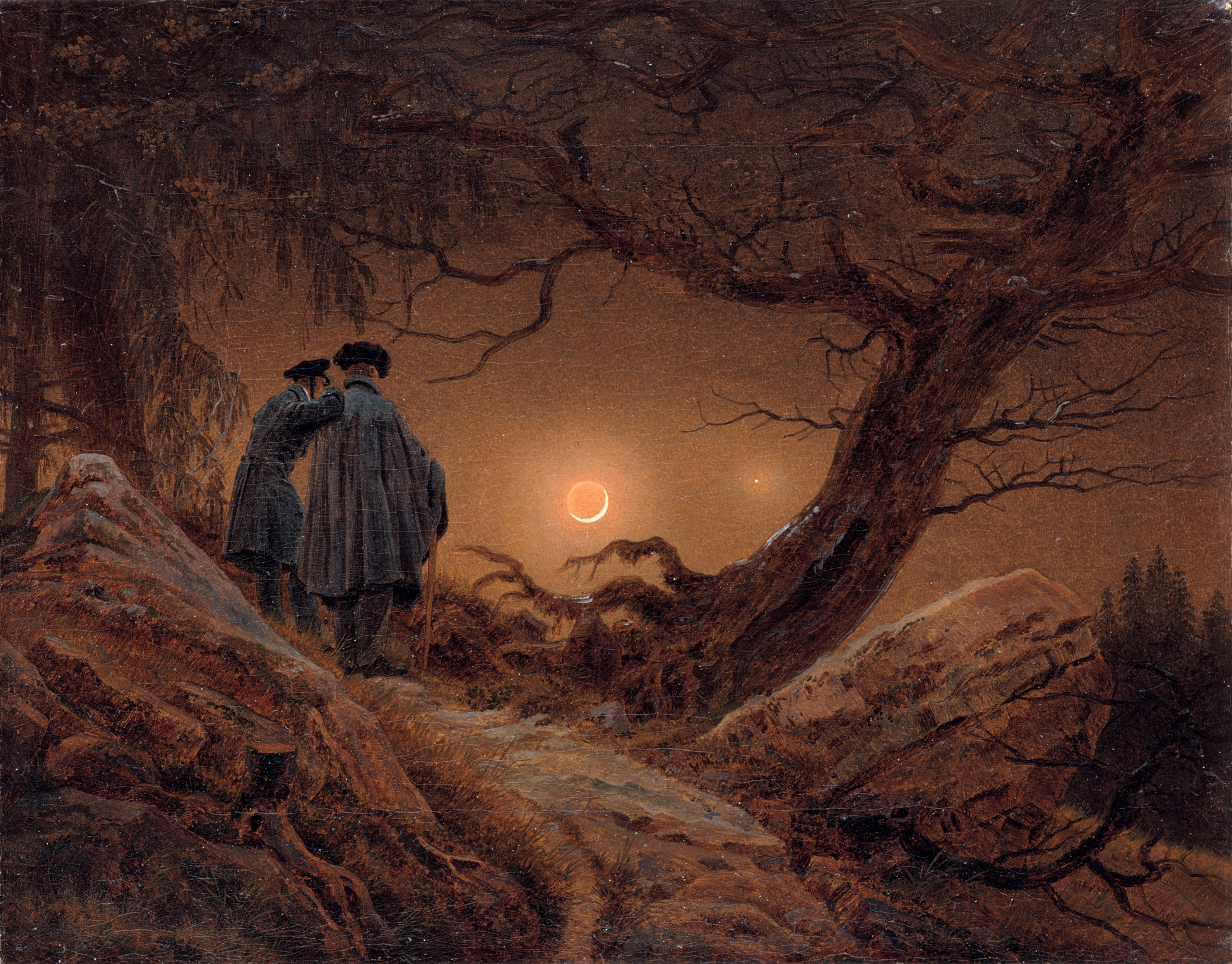
Caspar David Friedrich: Zwei Männer in Betrachtung des Mondes, 1819-1820, een exemplarisch werk uit de Duitse romantiek, uitdrukking gevend aan het gevoel van "Sehnsucht".

De romantiek is een stroming binnen de westerse schilderkunst, deel uitmakend van een bredere romantische cultuurbeweging. Haar bloeiperiode kan gedateerd worden tussen het einde van de achttiende eeuw en het midden van de negentiende eeuw. De kenmerken van de romantische schilderkunst verschilden per land en regio, maar hadden als rode draad de nadruk op de verbeeldingskracht en de subjectieve expressie van de individuele kunstenaar. Vaak werd de werkelijkheid enigszins geïdealiseerd weergegeven. De natuur werd ervaren als "bezield". Landschappen en historische gebeurtenissen waren veelvoorkomende onderwerpen, maar er was ook aandacht voor de donkere kanten van het menselijke bestaan, dromen en extreme ervaringen. Enkele bekende romantische kunstenaars zijn de Duitser Caspar David Friedrich, die in Dresden werkte, de Engelsman John Constable en de Fransman Eugène Delacroix. Hun onderlinge verschillen zijn exemplarisch voor de diversiteit waarin de stroming zich in onderscheiden landen ontwikkelde.

## Stijltypering
Rond 1800 etaleerden schrijvers, filosofen en kunstenaars in het Duitse Rijk een nieuwe visie op de wereld die zij "romantisch" noemden. De stroming ontstond als een reactie op het rationalistische, op universele waarden georiënteerde neoclassicisme. Zij had in de basis een subjectief, idealistisch en individualistisch karakter. In de schilderkunst betekende dit doorgaans, in de woorden van Caspar David Friedrich, "dat een schilder niet alleen moet schilderen wat hij voor zich ziet, maar ook wat hij in zichzelf waarneemt. Als hij daar niets vindt, moet hij stoppen met schilderen wat hij voor zich ziet". Men verloor zichzelf in dromen. Doorgaans werd de werkelijkheid mooier weergegeven dan zij feitelijk was (esthetisering). Passie, emotie en persoonlijk ervaren sentiment vormden cruciale drijfveren. "Sehnsucht" (een soort van onbestemd verlangen) en "het sublieme" (de beleving van het grootse en onbevattelijke) ontwikkelden zich tot centrale begrippen.
Zo herkenbaar als de term "romantiek" doorgaans is voor het brede publiek, zoveel controverses zijn er in de kunstbeschouwing waar het gaat om een precieze afbakening van het begrip. Een zekere vaagheid in de definiëring kan niet worden ontkend. De subjectieve en persoonsgebonden zienswijze leidde binnen de schilderkunst tot heel verschillende uitingsvormen en stijlkenmerken, die qua typering regelmatig met elkaar in tegenspraak waren. Introversie en eenzaamheid stonden tegenover extraversie en theatraliteit, het pittoreske en het alledaagse tegenover het monumentale en groteske. Dan weer werd de term gebruikt in de nostalgische, dromerige betekenis van het woord, op andere momenten brachten de romantische kunstenaars een onheilspellende nachtzijde van het menselijk bestaan naar voren. Bindend is echter het "smachtend verlangen": een verlangen naar extreme ervaringen, om daarmee de zin van het bestaan te doorgronden en het leven tot een harmonieus geheel te maken.

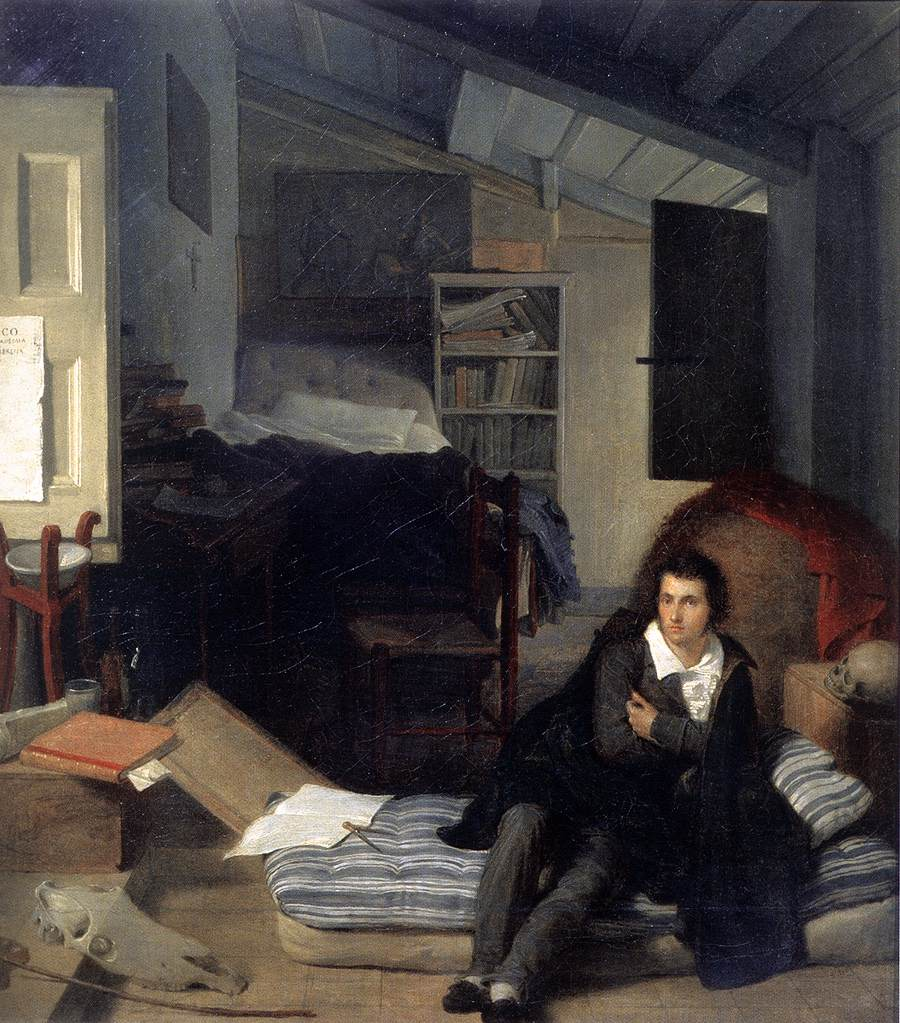
Tommaso Minardi: Zelfportret op een zolderkamer, 1807, de kunstenaar in zijn studio, bevestiging van het gecreëerde beeld van het nog niet erkende, sociaal geïsoleerde genie, vervuld van "Weltschmerz".

Uitgaande van het verlangen als verbindend begrip kunnen de grondtrekken van de romantische schilderkunst worden samengevat met
- a) het centraal stellen van de verbeeldingskracht,
- b) de focus op de individuele expressie en
- c) de onafhankelijkheid van de kunstenaar, die als genie zijn eigen weg kon kiezen.

Rond 1800 betekende dit een ware omwenteling in de opvatting van wat kunst behoorde te zijn.

## Thema's
Thematisch was er in de tijd van de romantiek bovenal sprake van een hernieuwde belangstelling voor de landschapsschilderkunst. De intense beleving van de natuur en de verwondering over haar grootsheid stonden daarbij centraal. Landschappen waren echter niet het enige, integendeel. Zo uiteenlopend als de stijlkenmerken van de romantiek zijn, zo breed is ook de onderwerpskeuze van haar kunstschilders. Naast imposante landschappen en vergezichten kozen ze bijvoorbeeld veelvuldig voor literaire en historische onderwerpen. Die keuze houdt verband met de betovering van het verre, het onbekende, het verbeelde, als een vorm van escapisme. Dromen en nachtmerries waren evenzeer gewilde motieven. Daarnaast keerde de "romantische kijk" terug in eigenlijk alle andere denkbare thema's in de schilderkunst, van genrewerken tot marines en van portretten tot stillevens. Er was geen onderwerp dat buitengesloten werd, zo lang het maar als drager kon dienen voor de expressie van wat genoemd werd: "de romantische ziel".
Opvallend is dat de romantische kunstschilder vaak ook zichzelf tot onderwerp nam, melancholisch mijmerend, in bergen of bij ruïnes, soms in het eigen atelier. Het zelfportret vormde dan een bevestiging van het doorgaans gecreëerde beeld van het nog niet herkende, sociaal geïsoleerde genie, vervuld van "weltschmerz". Een belangrijk aspect van de romantische schilderkunst was de veranderde rol van de kunstenaar zelf. De romantiek betekende een nieuwe stijl van leven, een andere blik op de wereld. Dit uitte zich onder meer in een grote reislust onder de romantische schilders, die met name vaak naar Italië reisden, of ook wel naar de Rijnvallei. In een tijd dat reizen per trein nog niet aan de orde was, werden lange tochten gemaakt, regelmatig zelfs te voet. De zucht naar verre oorden onderstreepte "het romantisch verlangen".

## Voorafgaande impulsen
De beweging van de romantiek ontstond niet van de ene dag op de andere, maar had haar wortels in de tweede helft van de achttiende eeuw, een periode die ook wel vroegromantiek wordt genoemd. Pleitbezorgers van wat men toen "moderniteit" noemde, begonnen de houdbaarheid van de classicistische normen ter discussie te stellen. In plaats van een esthetiek op basis van onwrikbare waarden, die veelal golden binnen de elitaire klassen, ontwikkelde zich met name in Frankrijk en Engeland een leer over "het schone" op basis van eigen smaak en sensibiliteit. Het gevoel en de persoonlijke beleving van de kunstenaar kwamen centraal te staan. De grote Franse denker Montesquieu sprak van het "romanesque" wanneer hij het had over kunstenaars die afweken van het alledaagse en in creatieve extase zochten naar geniale invallen. Edmund Burke schreef in 1757 zijn vermaarde Een filosofisch onderzoek naar de oorsprong van onze denkbeelden over het sublieme en het schone, waarin hij de esthetiek beschreef van het ontzagwekkende en het verschrikkelijke ("het sublieme"). In dat licht dient gewezen te worden op de populariteit van het griezelverhaal in die tijd. Uit de aandacht voor ridderromans, waarin harde feiten werden vermengd met zachte fictie, bleek een toenemende belangstelling voor het verleden. Van belang waren ook de geschriften die William Gilpin en Uvedale Price schreven over het "picturesque", waarmee de aandacht op de schoonheid van het landschap werd gelegd. In Duitsland werd aangesloten bij de individualistische uitgangspunten van de Sturm und Drang beweging onder studenten en ontstond met name in de dichtkunst een hunkering naar het verre en onbekende.
De nieuwe ideeën verspreidden zich door Europa en kwamen ook tot uiting in de beeldende kunst. Enkele voorlopers van de romantische schilderkunst waren de Britten Hubert Robert, Joshua Reynolds, Thomas Gainsborough en Joseph Wright of Derby, de Duitsers Caspar Wolf en Johann Heinrich Wilhelm Tischbein en de Fransman Claude Joseph Vernet. Ook de naam van de Italiaanse graficus Giovanni Battista Piranesi kan hier worden genoemd: op grond van zijn voorliefde voor het fantastische en het extravagante opende hij de weg voor een geheel nieuwe manier van kunstbeleving, niet meer per se geënt op het schoonheidsbegrip. Verder terug in de tijd vonden de kunstschilders uit de romantiek vaak inspiratie bij barokke voorgangers als Claude Lorrain, Nicolas Poussin en Salvator Rosa. Verder was El Greco voor veel romantici een voorbeeld.
In Nederland zou de romantische beweging vooral gevoed worden door een lange traditie van landschapsschilderkunst, die terugging tot de zeventiende eeuw met bijvoorbeeld Jacob en Salomon van Ruysdael en Jan van Goyen. Aan het einde van de achttiende eeuw was er ook een onmiskenbare invloed vanuit de Duitse schilderkunst waarneembaar, met het werk van Jan Ekels de Jonge als typerend voorbeeld. In België werd veelal teruggegrepen op Pieter Paul Rubens en Antoon van Dyck.

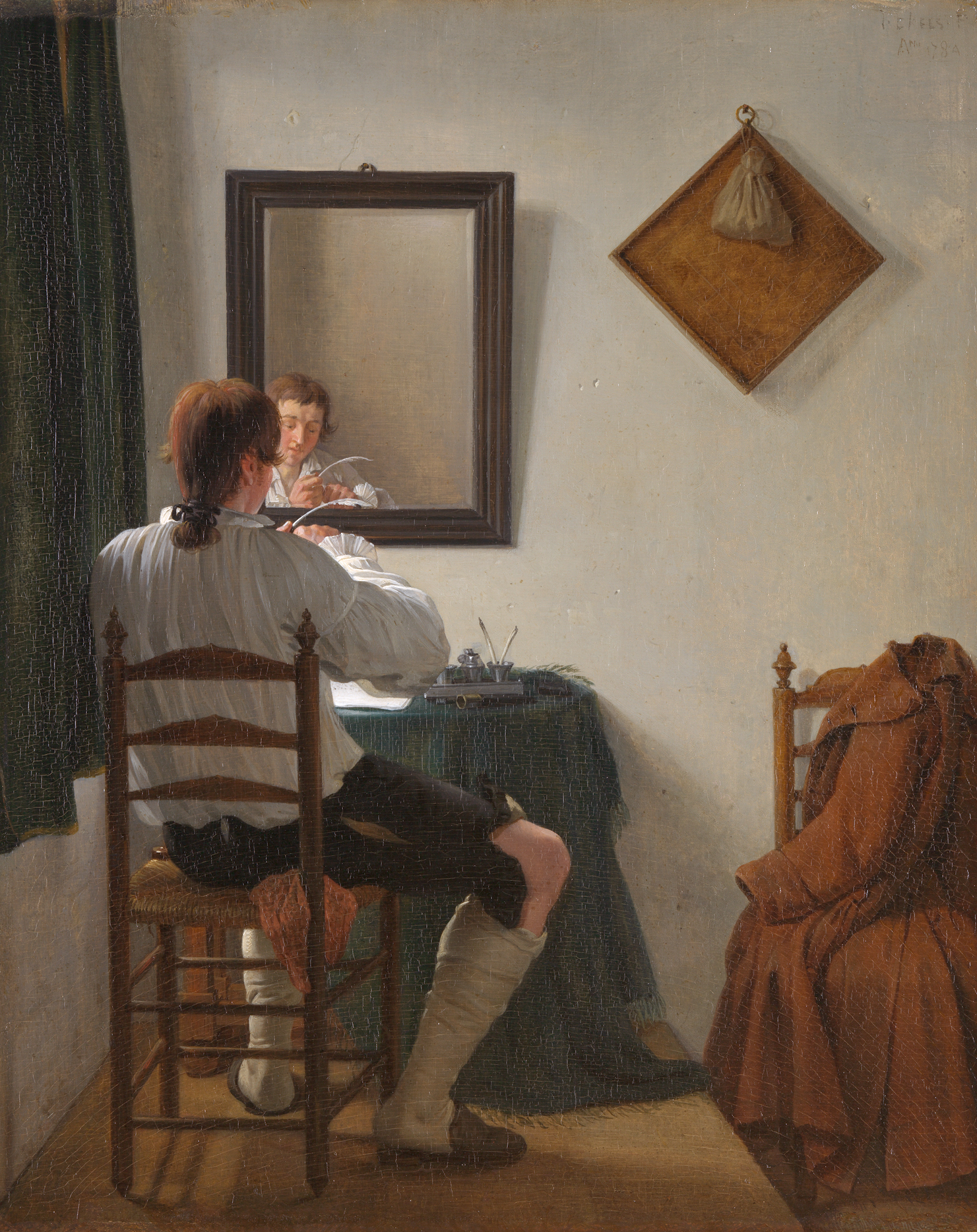
Jan Ekels de Jonge: Een schrijver die zijn pen versnijdt, 1784, een vroeg werk uit de Nederlandse romantiek, met Duitse invloeden.
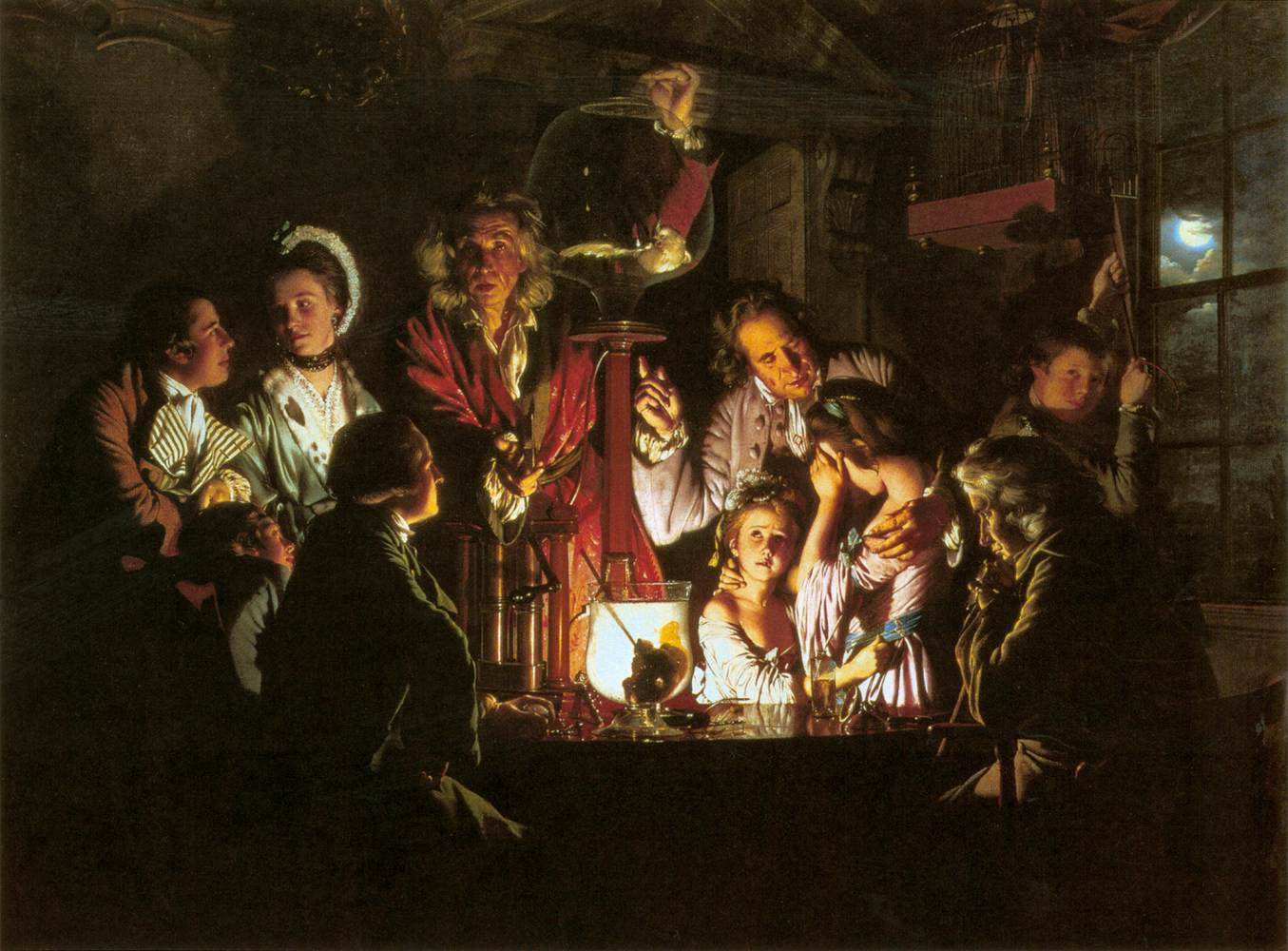
Joseph Wright of Derby: Een experiment met een vogel in een luchtpomp, 1768, met een sterke hang naar het nieuwe en experimentele.
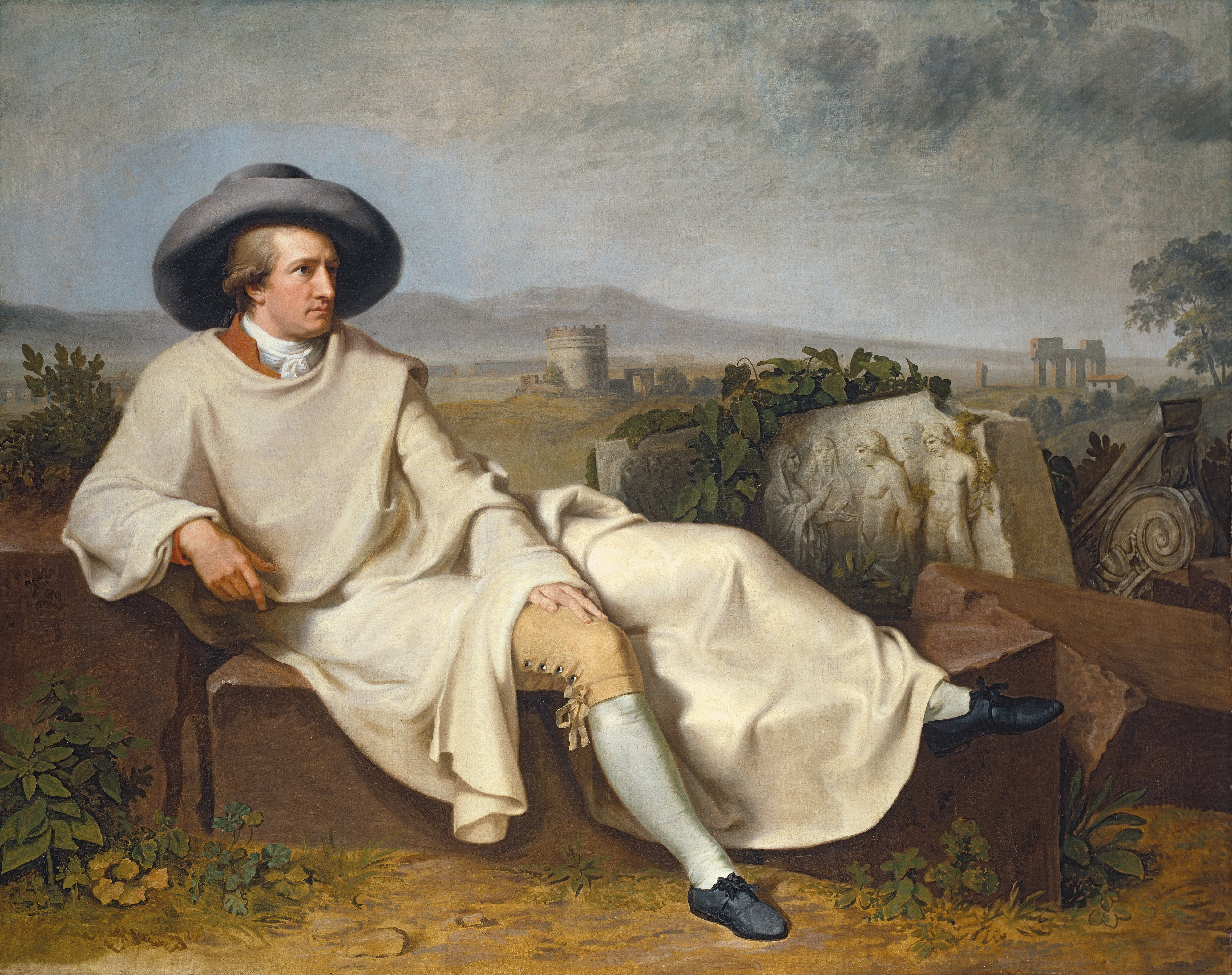
Johann Heinrich Wilhelm Tischbein: Goethe in de Campagna, 1787, exemplarisch voor de zucht naar het verre en onbekende.

## Verschillen per land
De romantische schilderkunst kreeg tussen 1800 en 1850 in onderscheiden westerse landen een sterk verschillende invulling, steeds weer andere aspecten benadrukkend. Er was onmiskenbaar sprake van een gezamenlijke stijl binnen de Europese kunst, met sterk verbindende elementen, maar per land en zelfs regio manifesteerde het zich in uiteenlopende gedaantes. Duitsland, Engeland en Frankrijk golden als toonaangevend, maar ook in Nederland, België en andere landen kreeg het steeds een eigen, authentieke invulling. Hierna worden de kenmerken en ontwikkelingen voor de belangrijkste landen beschreven.

### Romantische schilderkunst in het Duitse Rijk
De romantische school ontwikkelde zich begin 19e eeuw vrij breed in het Duitse Rijk. Zeker nadat het land korte tijd later onder de voet werd gelopen door de legers van Napoleon, werd er nadrukkelijk gezocht naar een eigen identiteit. Inspiratie werd gevonden in de nationalistische ideeën van de filosoof Johann Gottfried Herder, het subjectivisme van de broers Friedrich en August Wilhelm von Schlegel, de meer mystieke filosofie van Hegel, individualistische aspecten uit het werk van de staatsman en schrijver Johann Wolfgang von Goethe en bij nostalgische schrijvers als Novalis en Joseph von Eichendorff. Schilderkunst, filosofie en literatuur waren in het Duitsland van het einde van de achttiende eeuw nauw verweven, met name in de gebieden waar een grote meerderheid van de bevolking protestants was geworden. De belangrijkste exponent van de nieuwe schilderkunst was Caspar David Friedrich, die de nieuwe transcendente ideeën als geen ander wist te visualiseren. Zijn werken hebben iets verhevens, doen bijna onwerkelijk aan. Zelf verwoordde de gelovige Friedrich zijn visie als volgt: "Zoals de gelovige bidt zonder een woord te spreken, en God hem toch een oor leent, zo schildert de kunstenaar vanuit het ware gevoel, en de kunstliefhebber begrijpt het, herkent het". Het ging hem om de persoonlijke beleving. Friedrich en andere schilders, Karl Friedrich Lessing (Düsseldorfer Schule), Carl Gustav Carus (Dresden), Ludwig Richter (Dresden), Carl Spitzweg (München), Georg Friedrich Kersting (Kopenhagen, Dresden) en Carl Blechen (Berlijn), stelden de subjectieve beleving centraal, soms als een bijna goddelijke ervaring, met name in de natuur. Ook de Tiroler Joseph Anton Koch (Rome) kan thematisch in deze traditie worden geplaatst. Philipp Otto Runge (Hamburg) en Gerhard von Kügelgen (Bonn, Dresden) legden zich meer toe op de portretkunst.
In de Duitse taalruimte was er als romantische beweging ook een andere ontwikkeling, met als aanvankelijk centrum de weelderige hofstad Wenen die een gerenommeerde kunstopleiding kende. Studenten trokken vandaaruit naar Rome en kregen zodoende de bijnaam Nazareners, die ze later ook zelf gingen gebruiken. Rond 1810 keerden deze kunstschilders zich tegen de classicistische opleidingscultuur die op de Duitse en Oostenrijkse kunstacademies gangbaar was. Ze grepen in het bijzonder terug op oude Duitse meesters als Albrecht Dürer en op renaissancistische kunstenaars als Rafael en Giotto. Religiositeit, piëtisme en Duits patriottisme vormden belangrijke thema's, veelal verwerkt in zware symboliek met "verinnerlijking" als een belangrijk streven. Belangrijke vertegenwoordigers van de Nazareners waren Johann Friedrich Overbeck, Franz Pforr, Peter von Cornelius, Friedrich Wilhelm Schadow en Julius Schnorr von Carolsfeld. De studenten die naar Rome trokken, vormden daar twintig jaar lang een vermaarde kunstenaarskolonie. Enkele decennia later zouden hun werken  Engelse kunstenaars inspireren, die de naam prerafaëlieten kregen.

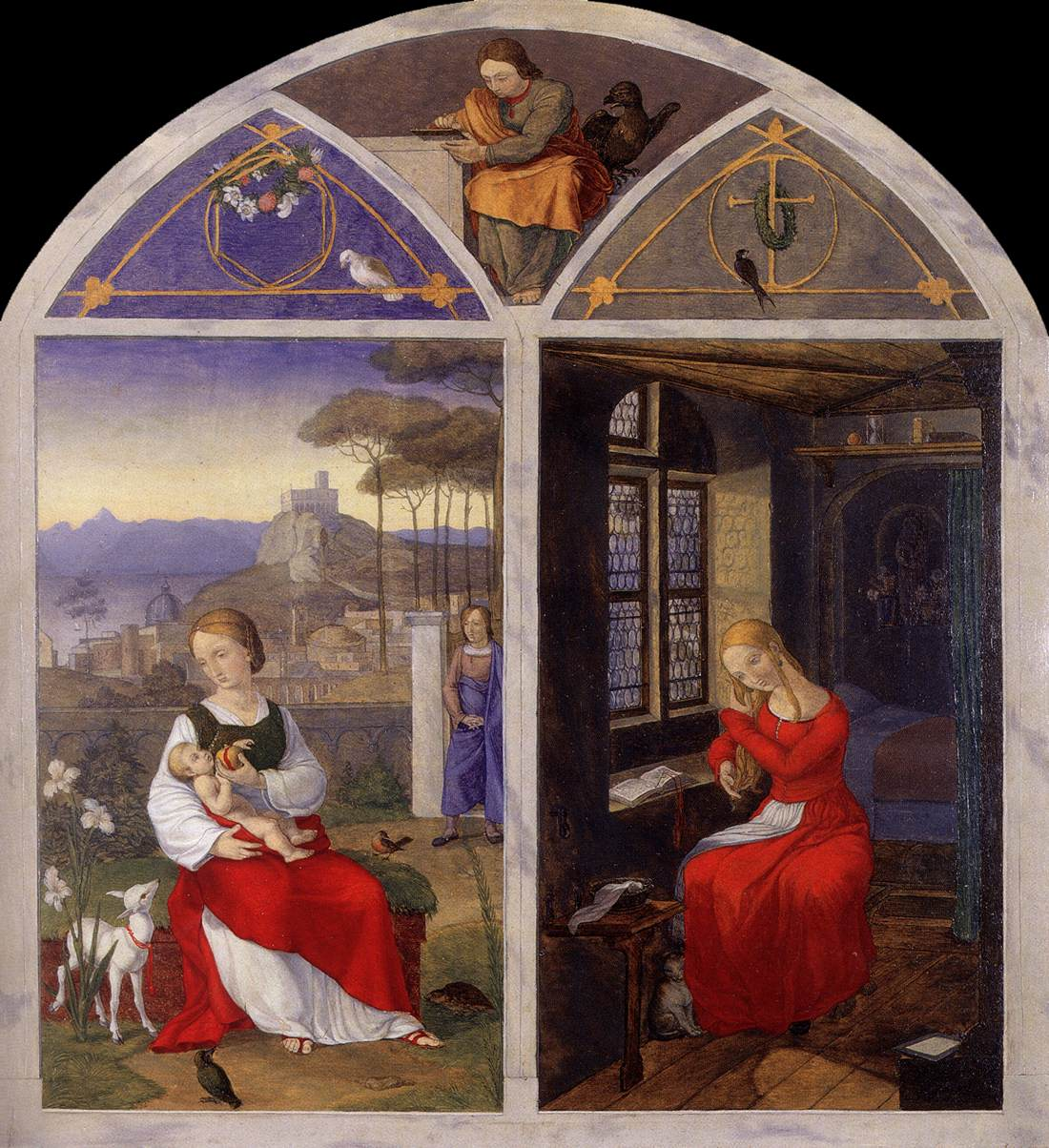
Franz Pforr: Sulamith en Maria, 1810-1811, als voorbeeld van de op middeleeuwse en religieuze principes geïnspireerde romantiek van de Nazareners.
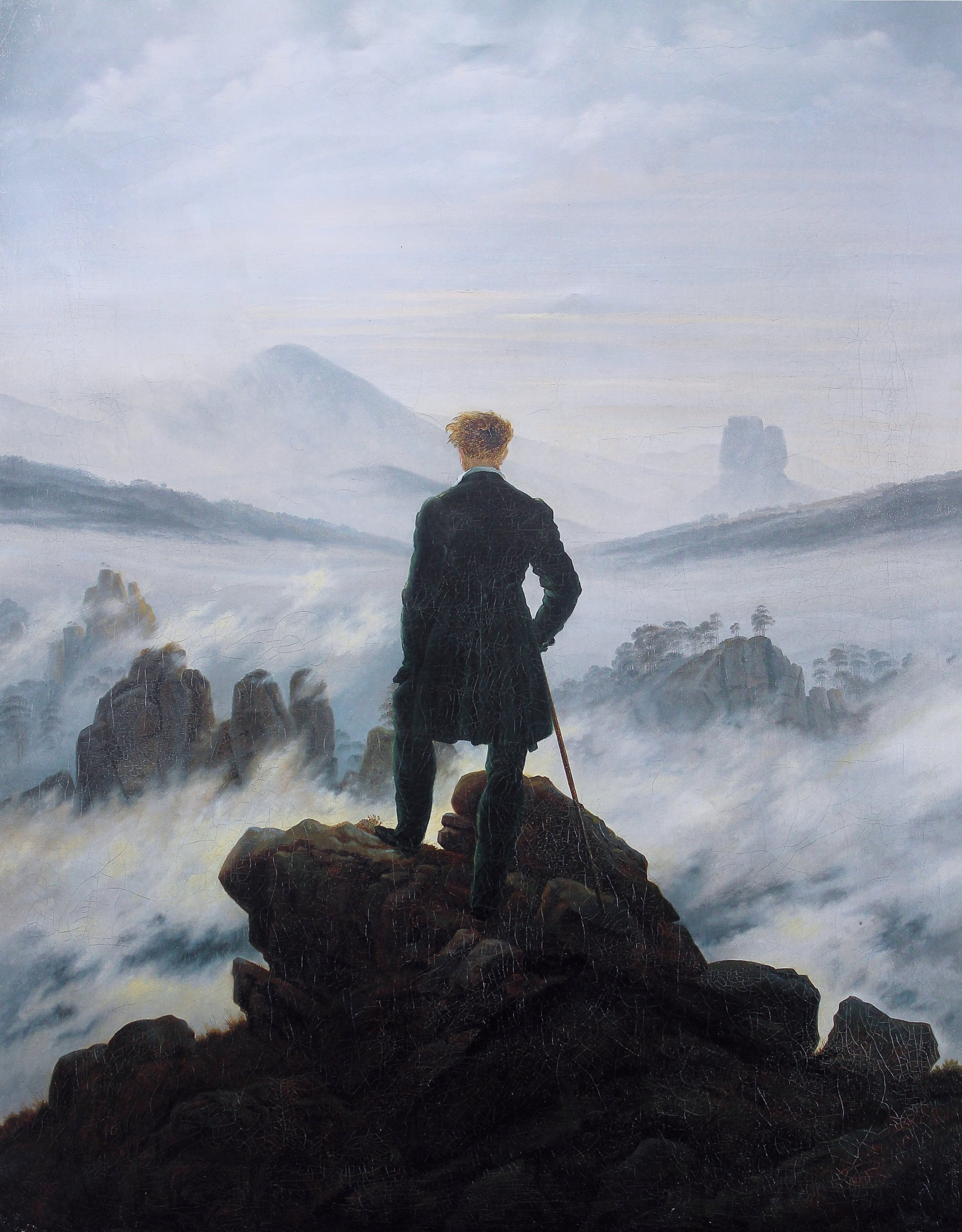
Caspar David Friedrich: De wandelaar boven de nevelen, 1818, waarin hij de persoonlijke beleving van de overweldigende natuur benadrukt. Het "rückenansicht" maakt de kijker tot deelgenoot.
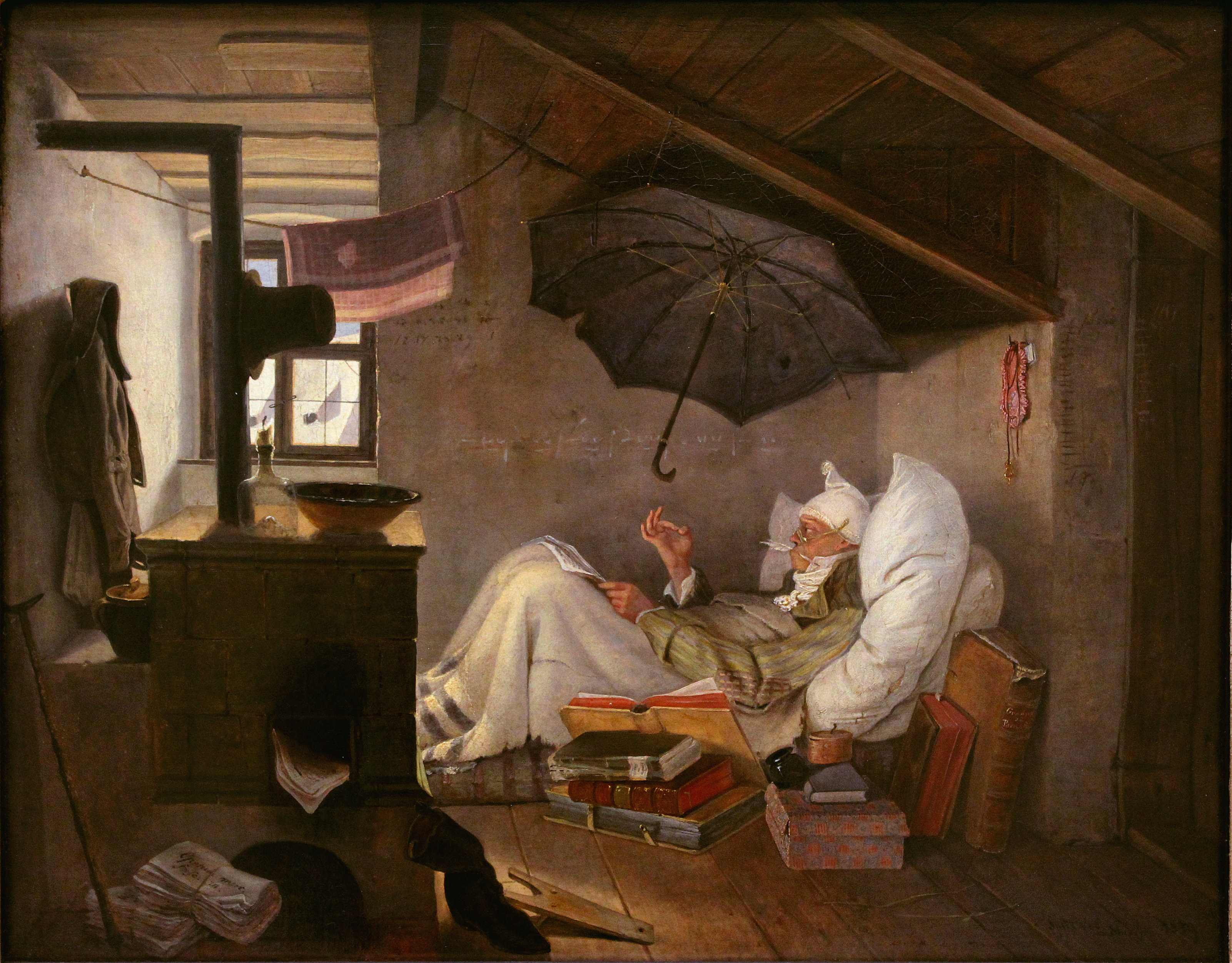
Carl Spitzweg: De arme dichter, 1839, waarin ook de verwantschap van de Duitse romantiek met de bohème biedermeierstijl tot uitdrukking komt.

### Romantische schilderkunst in Engeland
In Engeland sloot de romantiek aan bij een cultureel erfgoed dat terug gaat tot William Shakespeare. Via psychologiserende literaire werken van John Milton en Edward Young leidde deze traditie aan het einde van de achttiende eeuw tot een toegenomen aandacht voor het imaginaire, het historische en vooral voor het fantastische. De expositie van Henry Fuseli's demonische schilderij De nachtmerrie in 1781 bleek daarbij een markerend moment. Het wordt beschouwd als het begin van een vroege fase in de Engelse romantische schilderkunst, die zich kenmerkte door de aandacht voor het buitenissige. Fuseli's werk vormde een belangrijke inspiratiebron voor dichter-kunstenaar William Blake, die stelde dat de verbeelding belangrijker was dan de rede. Ook John Martin, met zijn werken over hel-en-verdoemenis, past in deze traditie.
Na 1810 ging de Engelse romantische schilderkunst een nieuwe fase in, met de landschapsschilderkunst als dominante richting. Die aandacht voor het landschap sloot aan bij de reeds in de achttiende eeuw ingezette belangstelling voor tuinarchitectuur en de opkomende neogotiek, met name bij de bouw van landhuizen. Het beoogde vooral een sfeer van rust en vrede uit te stralen, ook als tegenwicht voor de industrialisatie. John Constable was de bekendste onder de romantische Engelse landschapsschilders. Waar veel van zijn tijdgenoten naar Italië reisden, zocht hij onderwerpen vooral op het platteland van Engeland zelf. Zijn werk was sterk atmosferisch en vervuld van nostalgie, maar realistischer, meer "van deze wereld", dan bijvoorbeeld dat van Friedrich. Kenmerkend was zijn losse penseelvoering en het werken "en plein air".
Nog aanzienlijk verder in die vrije penseelhantering ging William Turner, die na een relatief traditionele beginperiode als landschapschilder later steeds experimenteler ging werken. Met zijn latere mysterieuze, in licht en kleur opgeloste motieven verwierf hij een bijzondere plek in de Engelse romantiek, die later weer van invloed zou zijn op de impressionisten. Andere landschapschilders uit de Engelse romantiek waren Richard Parkes Bonington, Francis Danby en de grondleggers van de Norwich School John Crome en John Sell Cotman. Als portrettist was Sir Thomas Lawrence van belang. William Etty maakte naam met zijn naakten.
Een laat hoogtepunt beleefde de Engelse romantiek rond 1850 met de beweging van de prerafaëlieten, die vaak teruggrepen op de middeleeuwen en de schilderkunst van voor Rafaël. Tot de oprichters van de beweging behoorden Dante Gabriel Rossetti, William Holman Hunt en John Everett Millais. Later in de negentiende eeuw nam de aandacht voor de decoratieve kunst toe.

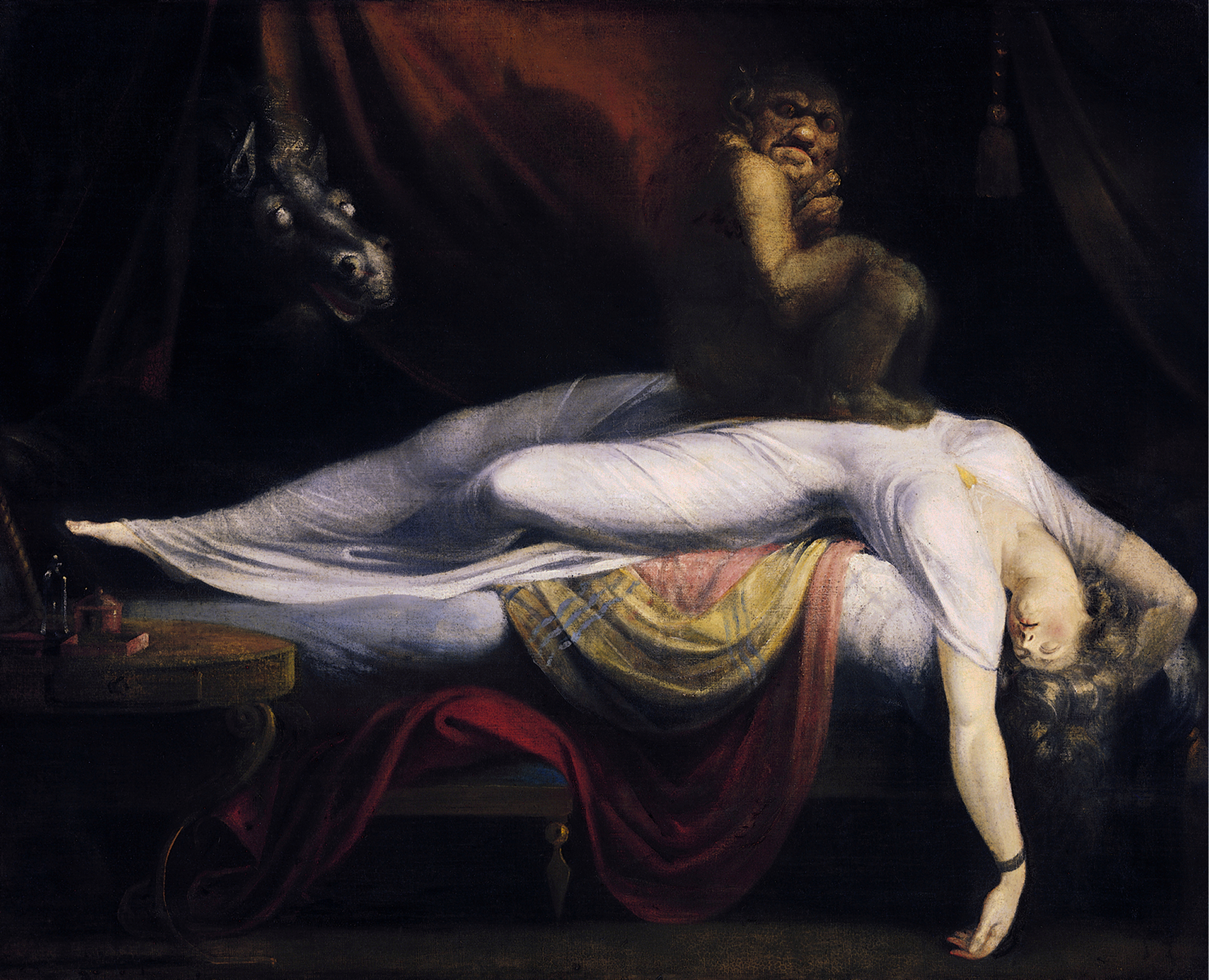
John Henry Fuseli: De nachtmerrie, 1781, een vroeg romantisch werk dat het demonische aspect benadrukt.
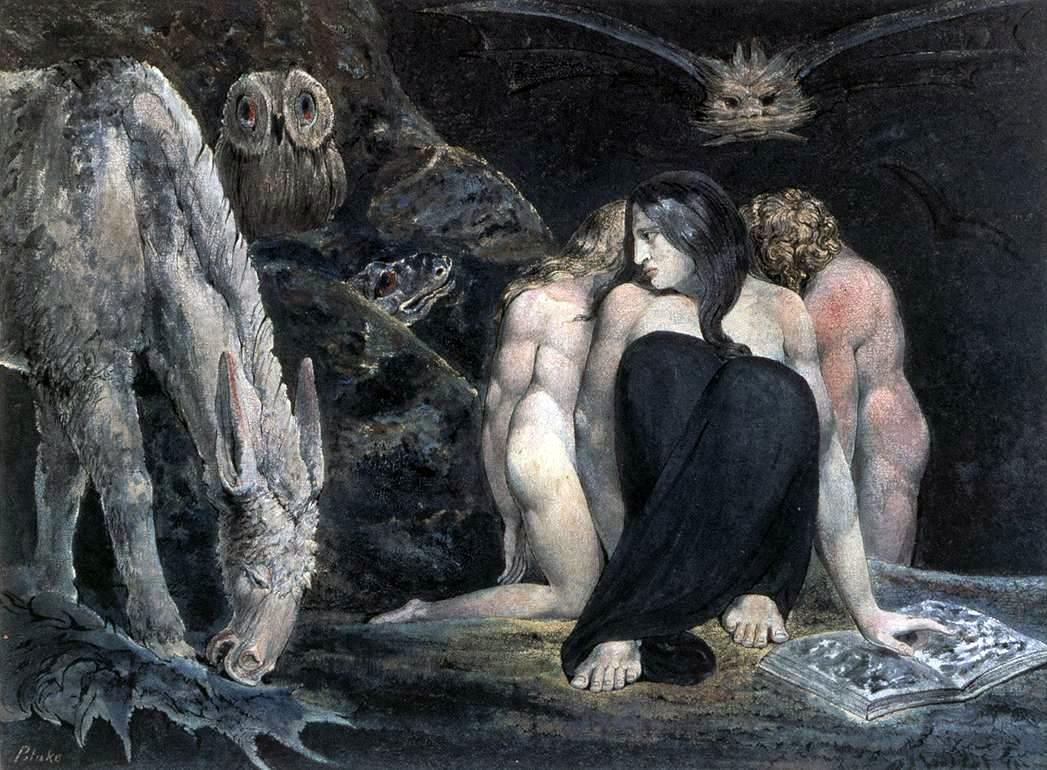
William Blake: De nacht van Enitharmons vreugde, 1795, dat uitdrukking geeft aan zijn politieke en spirituele denkbeelden over een nieuwe universele orde.
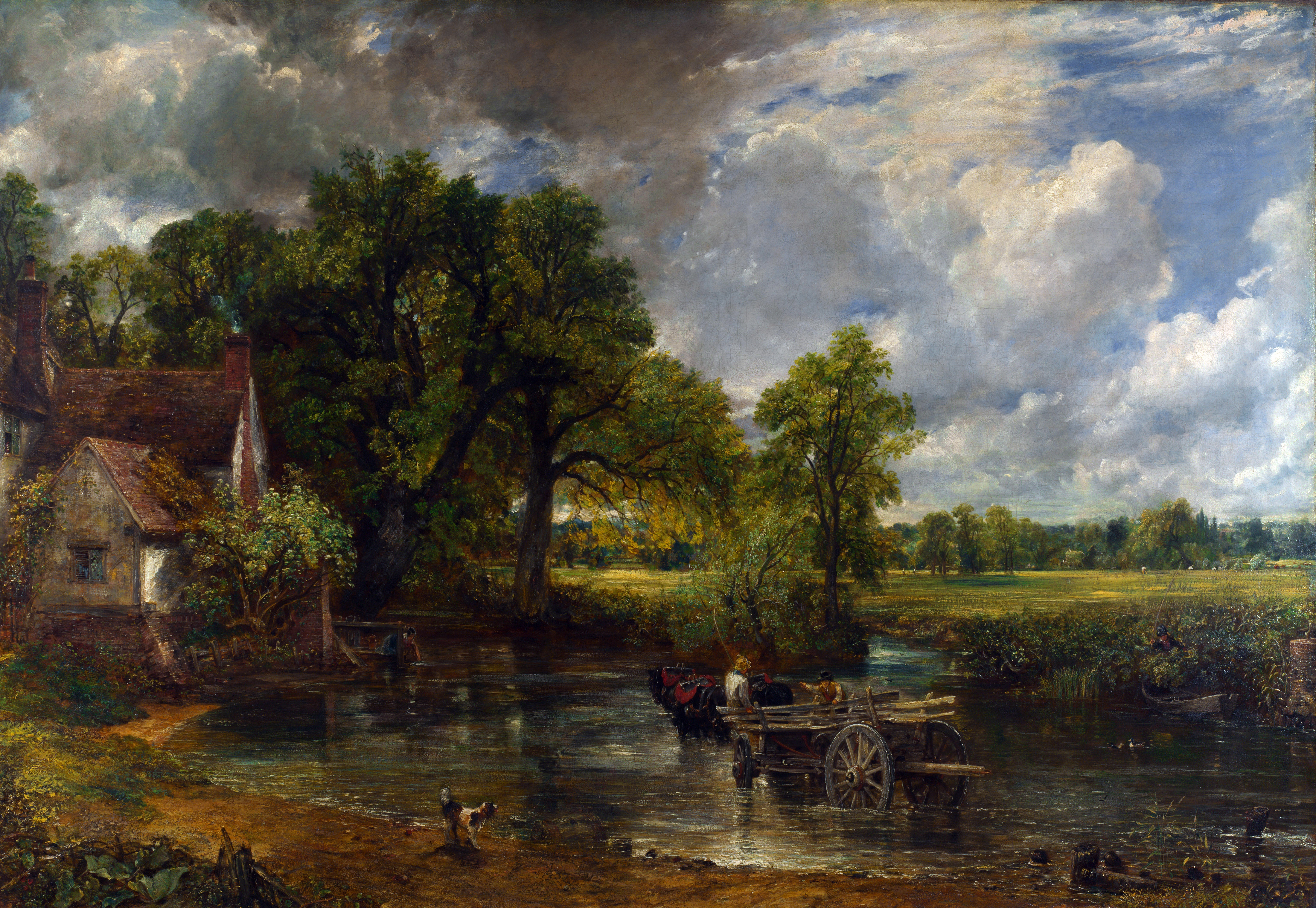
John Constable: De hooiwagen, 1821, als voorbeeld van de romantische Engelse landschapsschilderkunst.
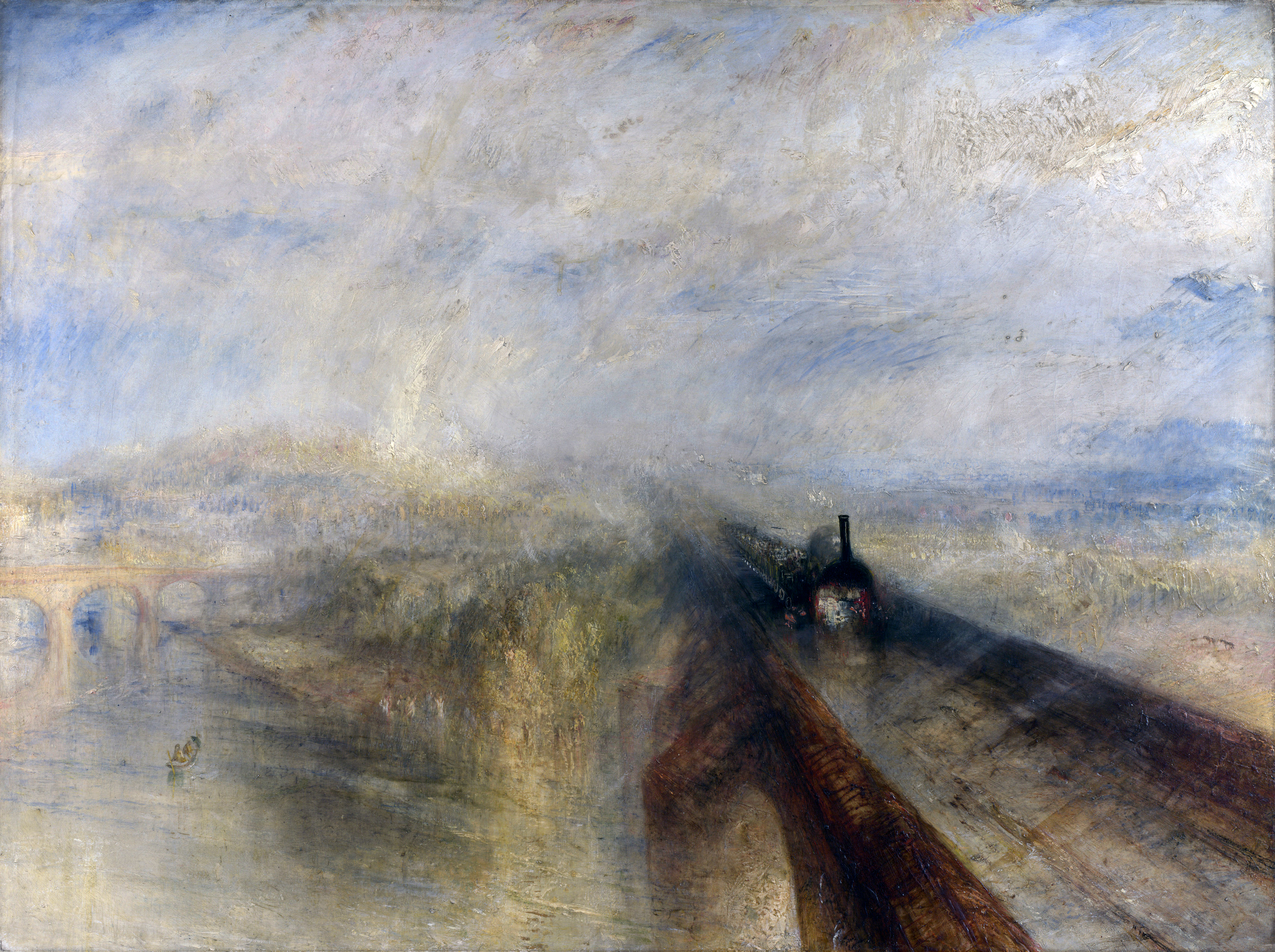
William Turner: Rain, Steam and Speed - The Great Western Railway, 1844, waarin het sublieme wordt verbeeld.

### Romantische schilderkunst in Frankrijk
In Frankrijk werd het romantische denken aanvankelijk ingegeven door de ideeën van Jean-Jacques Rousseau, die met zijn oproep "terug naar de natuur" de interesse wekte voor het primitieve en het archaïsche: de afstand tussen mens en natuur moest verkleind worden. In de schilderkunst zette dit gedachtegoed zich echter niet door. Na de Franse Revolutie en tijdens het bewind van Napoleon Bonaparte verlegde de aandacht voor de natuur zich in rap tempo naar historische thema's en de verheerlijking van de keizer zelf. Deze verordonneerde een neoclassicistische stijl, later empirestijl genoemd, met Jean Auguste Dominique Ingres als boegbeeld. De dominantie van het neoclassicisme riep echter al snel ook een tegenbeweging op, die teruggreep op de romantische idealen. Pas in de loop van de jaren 1820 zou de romantiek in Frankrijk min of meer "zegevieren" over het neoclassicisme, hoewel beide stijlen in dat land altijd nauw met elkaar verweven zijn gebleven.
Opvallend genoeg greep de Franse romantiek in de eerste helft van de achttiende eeuw in thematisch opzicht nauwelijks nog terug op het terug-naar-de-natuurdenken van Rousseau. In het spoor van de neoclassicisten richtten haar vertegenwoordigers zich voornamelijk op historische en mythologische taferelen of literaire onderwerpen. Haar twee belangrijkste vertegenwoordigers, Théodore Géricault en Eugène Delacroix, lieten zich weliswaar inspireren door de vrije en gevoelige werkwijze van John Constable, met veel aandacht voor kleurintensiteit en licht, maar het landschapsthema lieten ze verder links liggen. Hun werken waren krachtig en vol pathos, maar anders dan hun classicistische voorgangers stelden zij vooral de naamloze held en het in rampzalige omstandigheden verwikkelde individu centraal. Daarbij ging het hun minder om de theatraliteit, maar vooral om de menselijke hartstocht. De latere coloristische beeldsymfonieën van Delacroix werden in die tijd echter niet altijd even goed begrepen.
Het stempel van het theatrale kan wel van toepassing worden verklaard op schilders als Eugène Devéria, Horace Vernet en Paul Delaroche, die meer aansloten bij de roep van het publiek naar het buitengewone, een vlucht uit het alledaagse. Het opkomende oriëntalisme uit die tijd en het sentimentele genre van de Italiaanse volkstaferelen sloten daar nauw bij aan. Pierre-Paul Prud'hon zocht zijn onderwerpen meer in de mythologie.
Rond het midden van de negentiende eeuw waren de romantische beginselen nog te herkennen in de landschappen van Jean-Baptiste Corot en de allegorische schilderijen van Gustave Courbet. Tegelijkertijd is in hun werk reeds de realistische stijl herkenbaar die via de schilders van de School van Barbizon korte tijd later de romantiek als dominante stroming in de Franse schilderkunst zou verdringen.

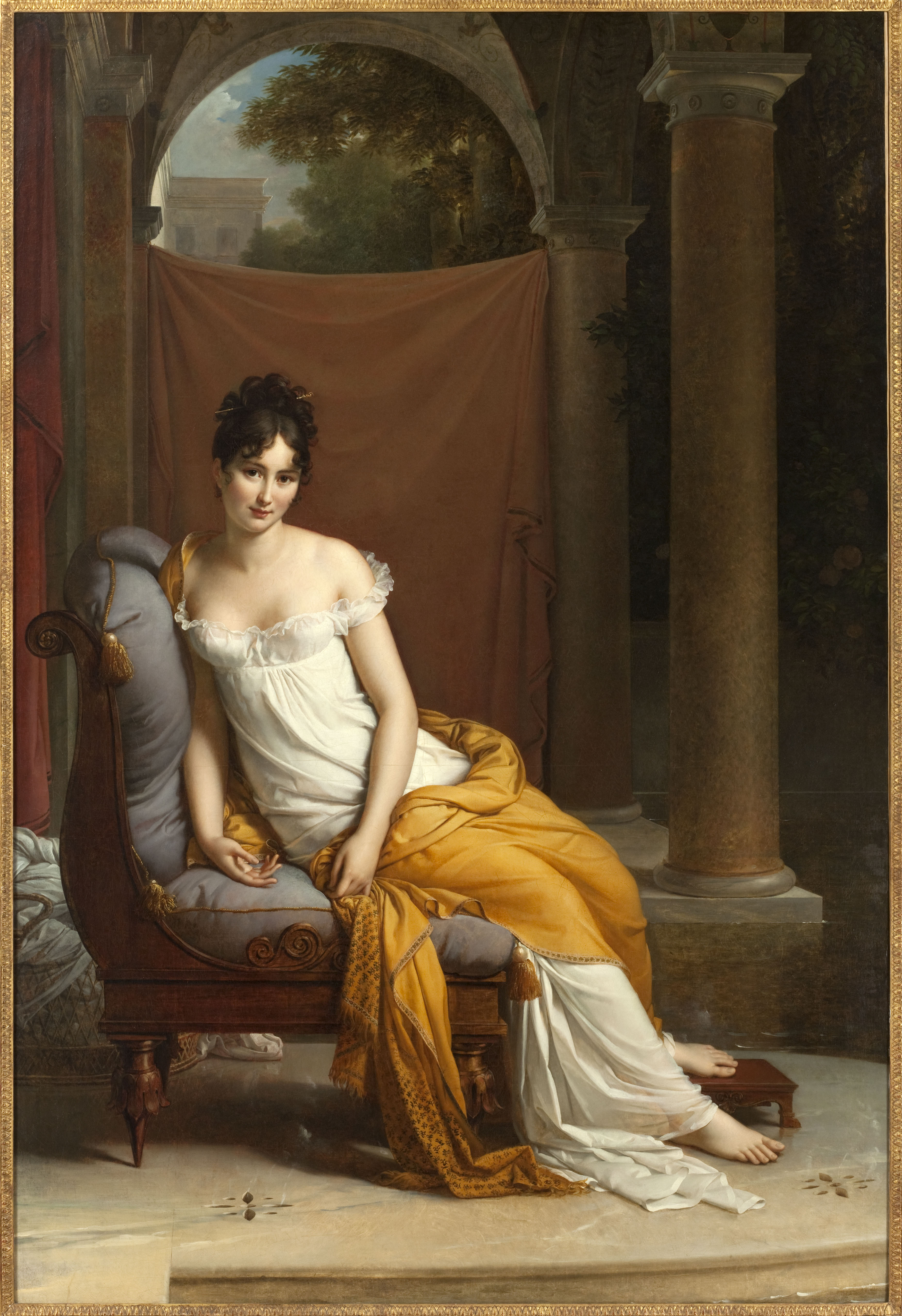
François Gérard: Portrait de Juliette Récamier, 1802, een van de eerste werken waarin de sensuele romantiek door het in die tijd dominante neoclassicisme heen breekt.
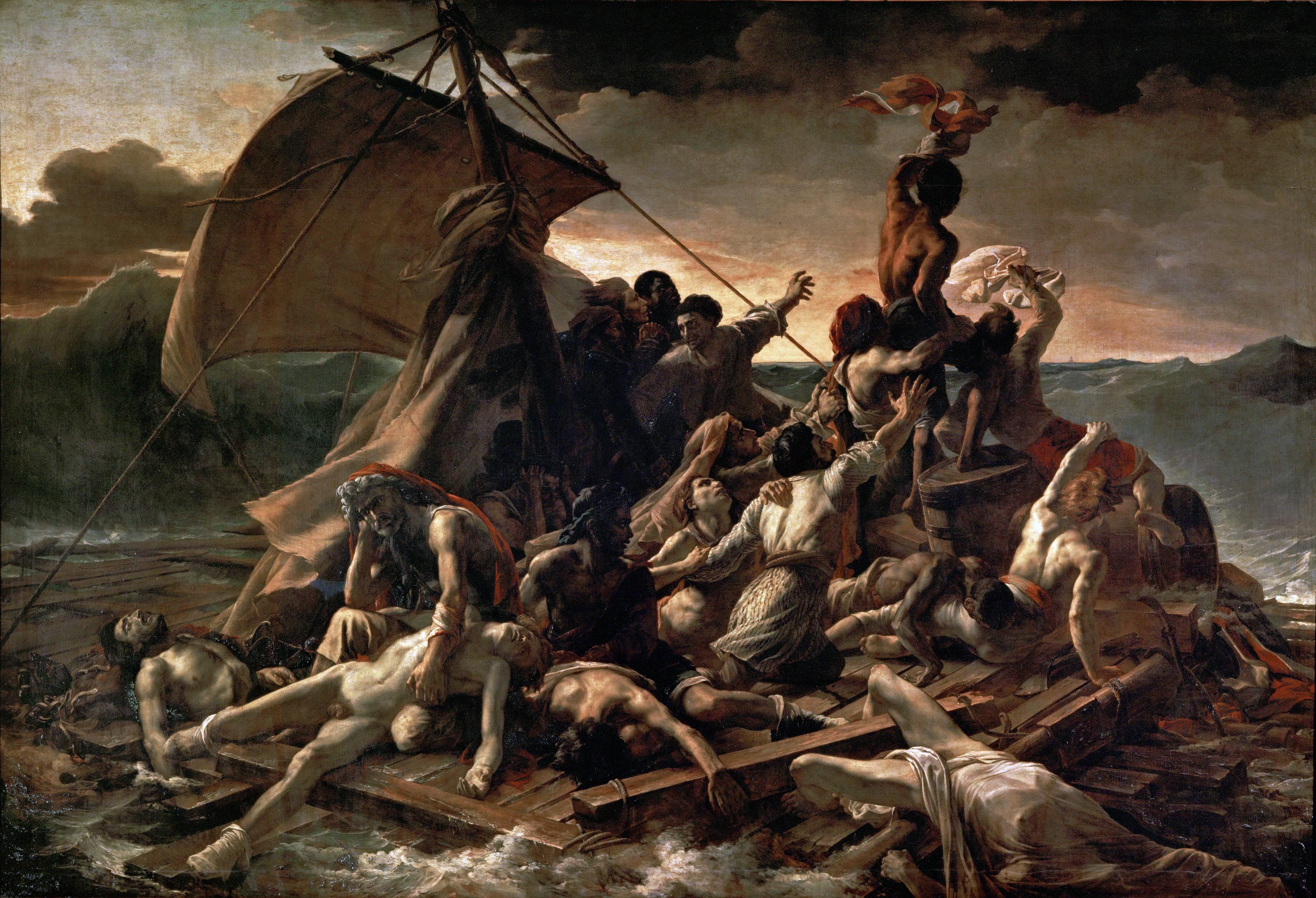
Théodore Géricault: Het vlot van Medusa, 1818-1819, waarin de aandacht voor mensen in rampzalige omstandigheden zich manifesteert.
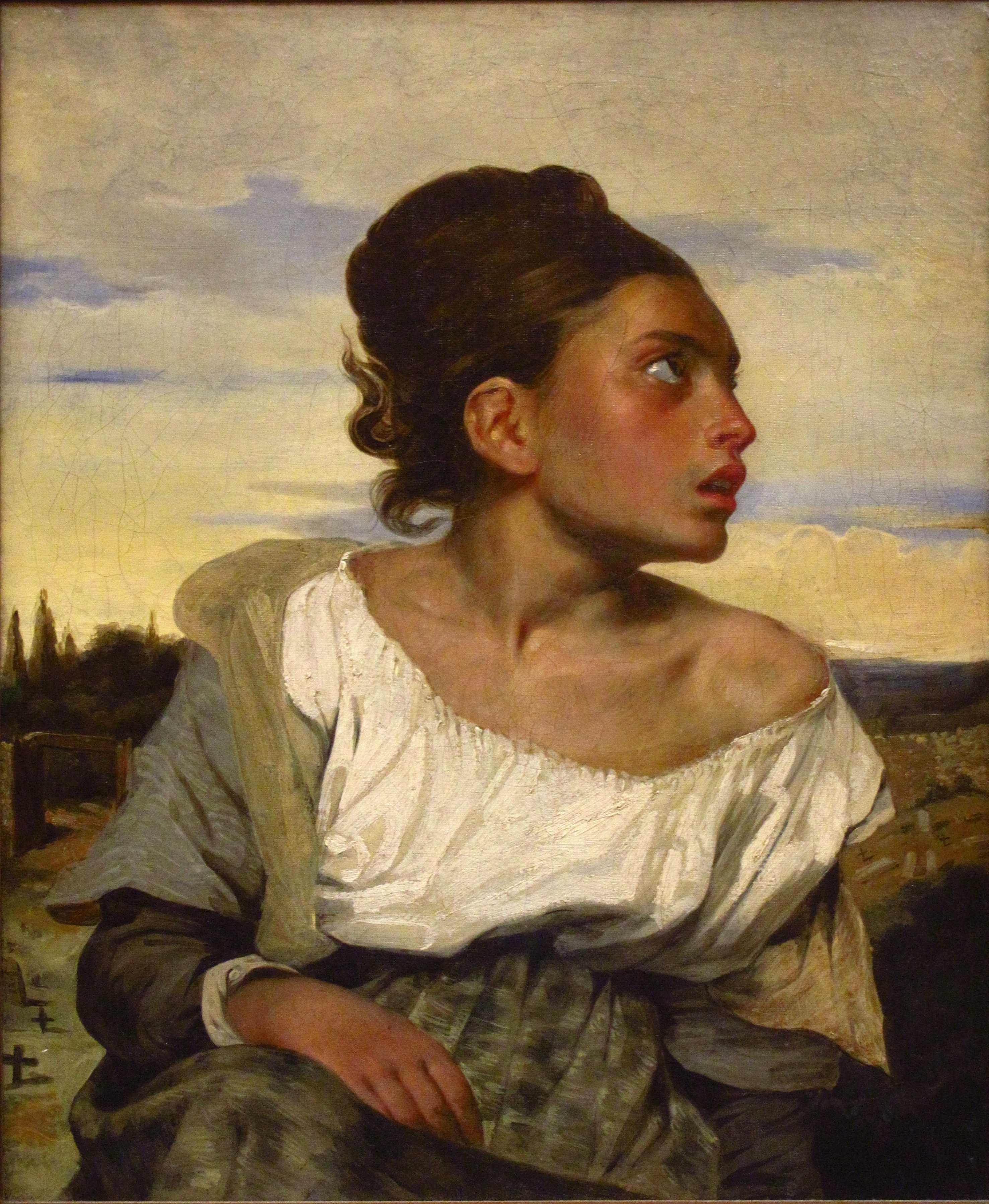
Eugène Delacroix: Jong weesmeisje op het kerkhof, 1824, als voorbeeld van de romantische portretkunst, waarbij emoties duidelijk zichtbaar worden gemaakt.
Eugène Delacroix: De Vrijheid leidt het volk, 1830, een typerend romantisch tafereel, vol pathos en hartstocht.

### Romantische schilderkunst in Nederland
De Nederlandse schilderkunst in de eerste helft van de negentiende eeuw staat heden ten dage eveneens te boek als "de tijd van de romantiek", maar vond slechts in beperkte mate aansluiting bij de grote romantische beweging die zich voltrok in Duitsland, Engeland en Frankrijk: geen heroïsche historische taferelen, geen grootse gebergten, geen exotische fantasieën of huiveringwekkende emoties. Niettemin is bij de Nederlandse kunstschilders uit die tijd wel degelijk sprake van een romantische instelling, in de zin dat ze de eigen schoonheidservaring boven een klassiek ideaalbeeld stelden, maar zonder het grootse gebaar. In Europees kader is de Nederlandse romantiek dan ook veel bescheidener, bijna onderhuids, atmosferisch en in zekere zin wel sentimenteel te noemen. Uit de meeste werken sprak een grote sensibiliteit voor de natuur en een sterk gevoel voor de nationale traditie van de marine- en landschapsschilderkunst, waarmee meteen het belangrijkste thema is benoemd. De nostalgie overheerste, contemporaine elementen, die bijvoorbeeld herinneren aan de tijd van de opkomende industrie, ontbraken nagenoeg geheel. In dit beeld passen schilders als B.C. Koekkoek, Bart van Hove, Salomon Verveer, Andreas Schelfhout, Johannes Tavenraat, marineschilder Louis Meijer, Wijnand Nuijen en de jonge Johannes Bosboom. Cornelis Springer en Jan Weissenbruch maakten ook naam als stadsschilder. Andere namen in de romantische traditie zijn Jan Willem Pieneman, de enige noemenswaardige Hollandse historieschilder uit de romantiek, Jan Adam Kruseman, die ook aandacht trok als portrettist, en Petrus van Schendel, bekend om zijn nachttaferelen bij kunstlicht.
Toch waren er onder de Nederlandse romantische kunstschilders ook diversen die hun ogen over de grens lieten gaan. Net als in de zeventiende eeuw gingen kunstschilders vaak op studiereis naar het buitenland, vaak naar Italië of het Duitse laaggebergte. Ook Parijs was als studiestad in trek. In de jaren 1830 trokken Bosboom en Nuijen naar de Franse hoofdstad om hun horizon te verbreden, in weerwil van de Nederlandse kunstkritiek, die in die tijd fel anti-Frans was. Ze kwamen tot een aantal on-Hollandse werken, die getuigen van meer grandeur en die thans tot de beste werken uit de Nederlandse romantiek worden gerekend. De bekendste Nederlandse kunstschilder uit die periode, Ary Scheffer, werkte ook in Parijs en liet zich aan het einde van zijn leven zelfs tot Fransman naturaliseren. Scheffer werkte weliswaar in de traditie van het neoclassicisme, maar tegelijkertijd drukt zijn werk de typische sentimenteel-romantische boodschap uit, zoals die toen met name in Frankrijk toonaangevend was. Typerend voorbeeld is zijn De gedaantes van Paolo en Francesca aanschouwd door Dante en Vergilius (1835), waarmee hij internationaal aanzien verwierf.
Hoewel Nuijen, Bosboom en Scheffer onmiskenbaar invloed hadden op een nieuwe generatie Nederlandse kunstschilders, bleef de schilderkunst in hun vaderland sober, met een sterke realistische inslag. Rond 1850 liep ze naadloos over in de traditie van de Haagse School.

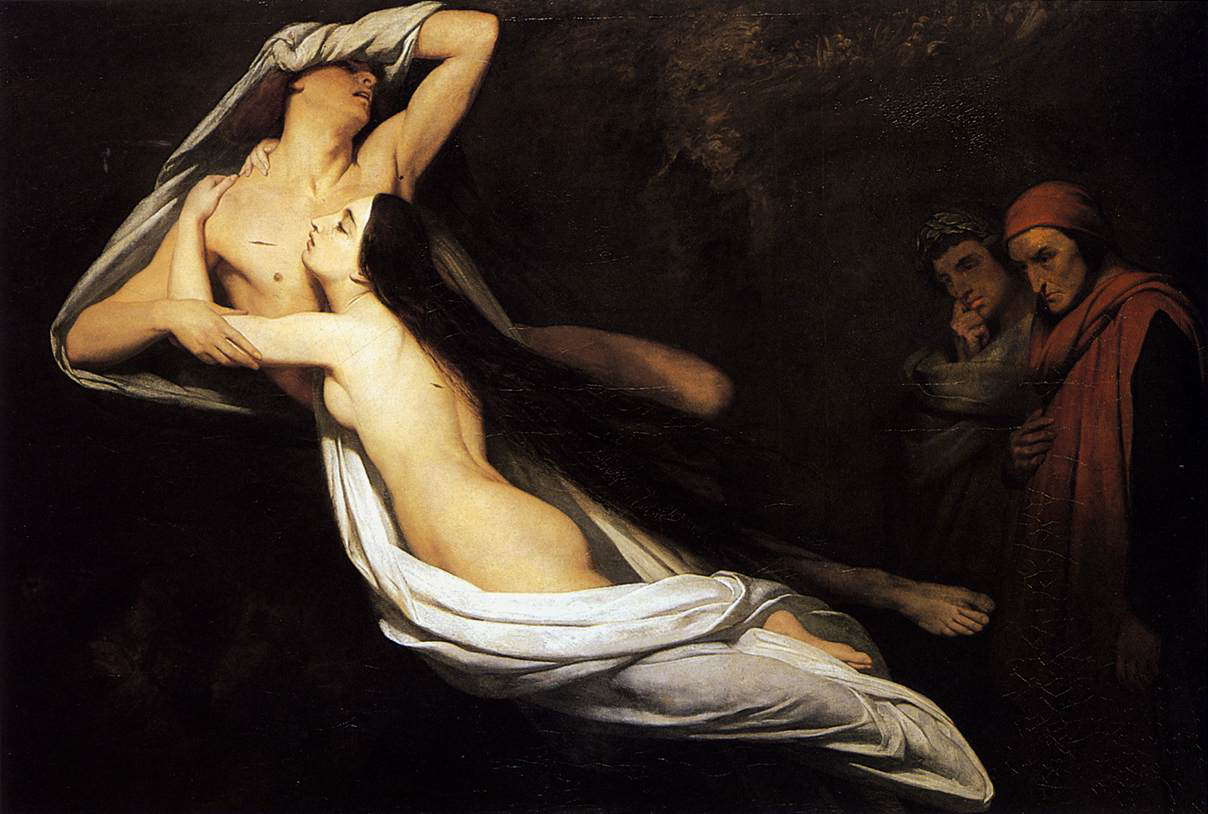
Ary Scheffer: De gedaantes van Paolo en Francesca aanschouwd door Dante en Vergilius, 1835, waarin de invloed van het neoclassicisme herkenbaar is, maar met een sentimenteel-romantische boodschap.
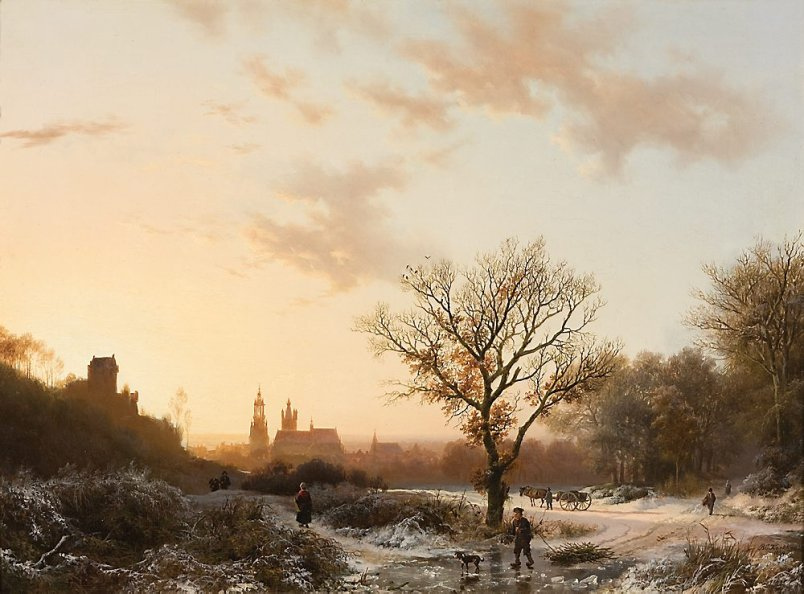
Barend Cornelis Koekkoek: Winterlandschap, gezicht op Kleef, 1839, typerend voor de Hollandse landschapsromantiek, sober, vrij realistisch geschilderd, met veel nadruk op atmosfeer.
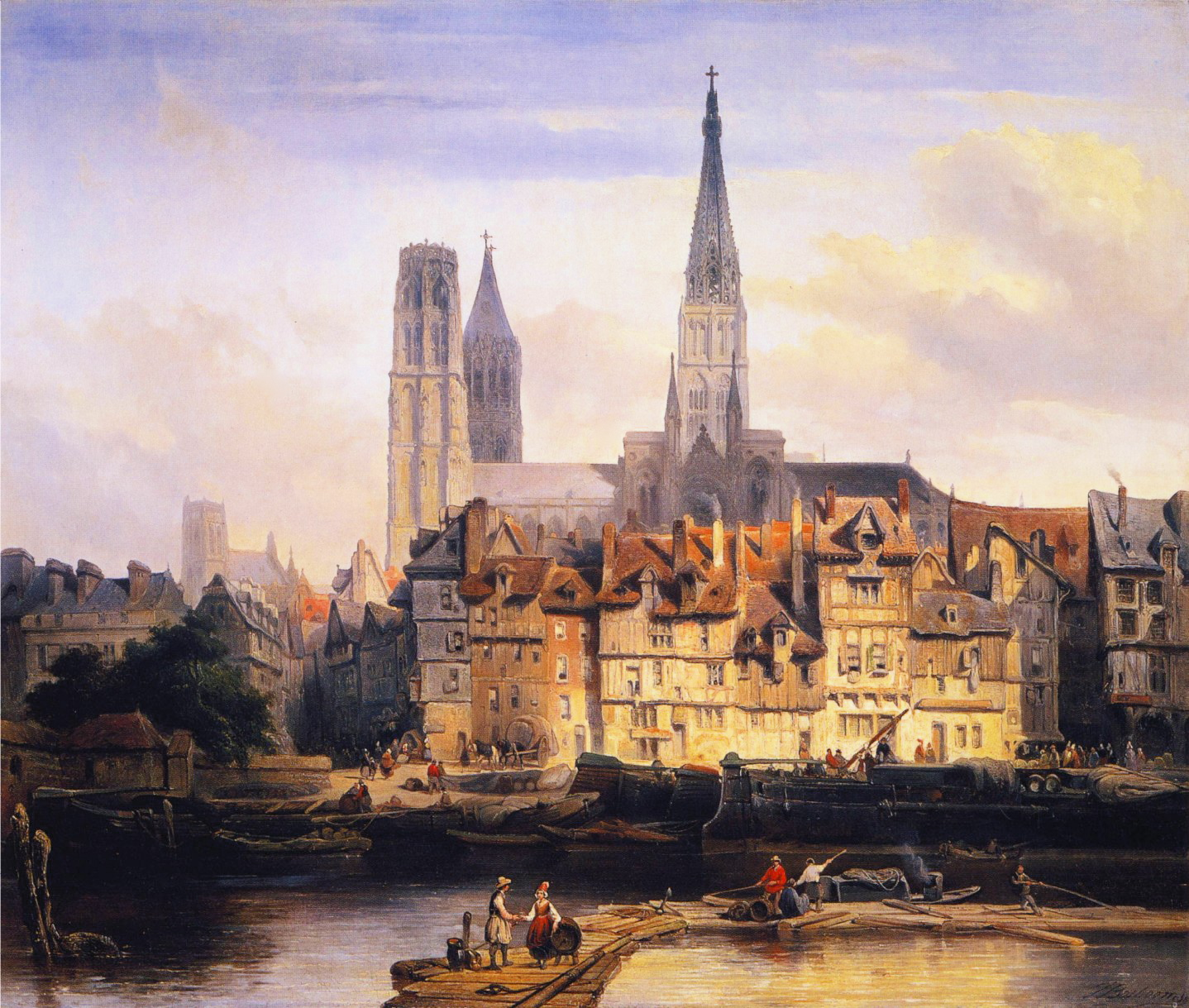
Johannes Bosboom: Gezicht op de Parijse kade en de hoofdkerk te Rouaan, 1839, waarin duidelijk Franse invloeden onderkend kunnen worden.
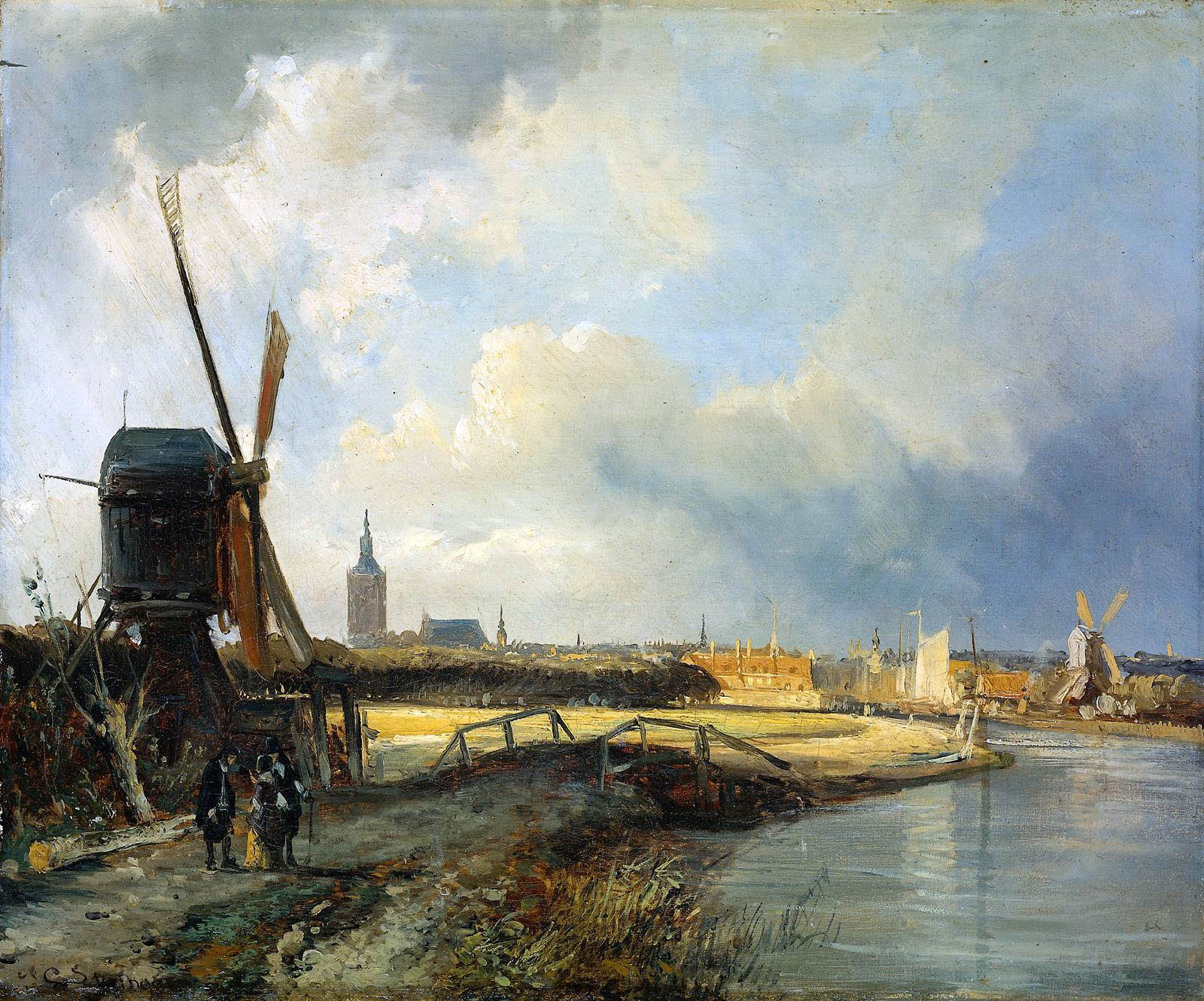
Cornelis Springer: Gezicht op Den Haag vanaf de Delftse vaart in de zeventiende eeuw, 1851, waarin zich de overgang van de Nederlandse romantiek naar de meer realistische stijl van de Haagse School aftekent.

### Romantische schilderkunst in België
De Belgische romantiek kende haar hoogtepunt tijdens de regeerperiode van Leopold I (1831-1865) en werd vooral gedomineerd door de historieschilderkunst. Haar belangrijkste vertegenwoordiger was Gustaaf Wappers, die zich vooral concentreerde op de geschiedenis van Vlaanderen, in een patriottische geest. Zijn door Delacroixs De Vrijheid leidt het volk geïnspireerde schilderij Tafereel van de Septemberdagen 1830 op de Grote Markt te Brussel uit 1835, waarin hij de stichting van de Belgische staat in 1830 verheerlijkt, geldt als exemplarisch. Een andere belangrijke historieschilder was Antoine Wiertz, die vaak teruggreep op de klassieke oudheid. Zowel Wappers als Wiertz werd geïnspireerd door het barokke werk van Pieter Paul Rubens en zij schroomden niet hun grote voorbeeld te imiteren. Nicaise De Keyser, een derde grote naam in de Belgische romantische traditie, werd meer geïnspireerd door de Franse academische kunst. Thematisch richtte hij zich vooral op de Vlaamse geschiedenis van de middeleeuwen en later. Zijn De Guldensporenslag en de Slag bij Woeringen gelden als iconen uit de Belgische romantiek. Andere namen in het rijtje van Belgische historieschilders zijn Adèle Kindt, Ernest Slingeneyer, Louis Gallait, Ferdinand de Braekeleer, Jean-Baptiste Madou, Joseph-Benoît Suvée, Edouard De Bièfve en Hendrik Leys. De roem van de Belgische historieschilders reikte tot ver over de Belgische landsgrenzen en hun werk verheugde zich met name in Duitsland en Frankrijk in een grote populariteit.
Veel Belgische kunstschilders uit de romantische school, zoals De Keyser, Leys, Gallait, Kindt, Decaisne en Navez, schilderden ook separate figuren en portretten. Hun portretten laten zich ten dele als neoclassicistisch typeren, maar geven tegelijkertijd, in dromerige blikken, soms ietwat sentimenteel, welbewust iets van het zielenleven van de geportretteerde weer - en daarmee de romantische geest. Later zou de Belgische portretkunst zich doorontwikkelen naar een eigen, meer verfijnde stijl, met internationaal gewaardeerde exponenten als Alfred Stevens en Florent Willems.
De landschapsschilderkunst in de Belgische romantiek is, met minder bekende namen als Guillaume Van der Hecht, Edouard De Vigne en Simon Denis, duidelijk ondervertegenwoordigd. Wel zien we vooral na 1850 regelmatig genrewerken van eerder aangehaalde schilders waarin ook aandacht wordt besteed aan het sociale aspect van de opkomende industrialisatie, vaak ook weer in een historische context. Philippe-Jacques van Bree introduceerde het oriëntalisme.

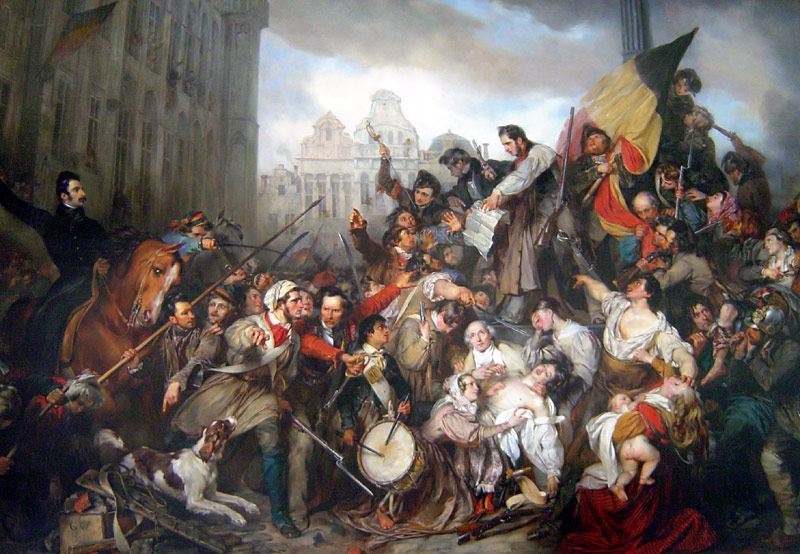
Gustave Wappers: Tafereel van de Septemberdagen 1830 op de Grote Markt te Brussel, 1835, een typerend werk voor de Belgische patriottische historiekunst, met veel dynamiek.
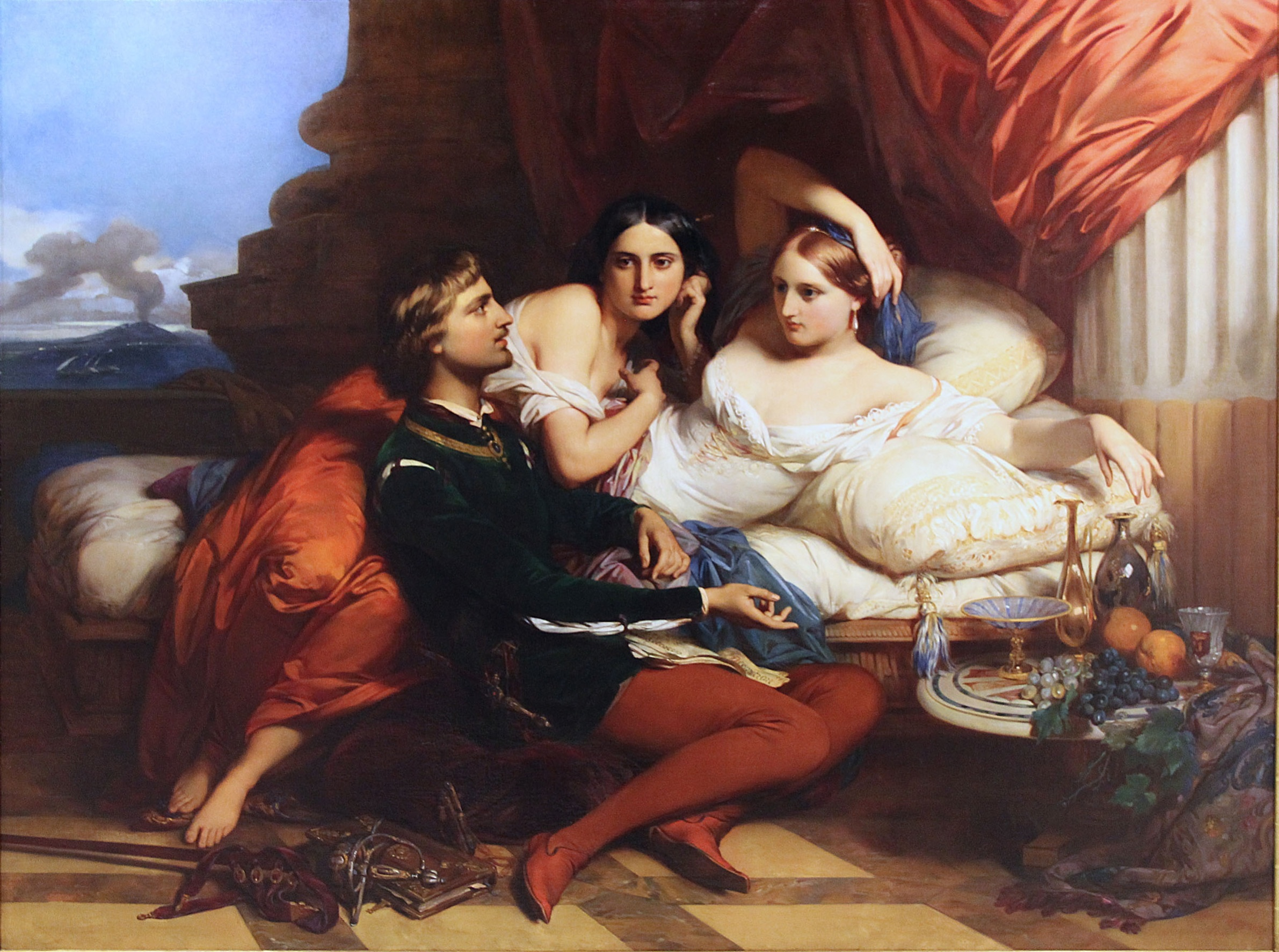
Gustave Wappers: Boccaccio leest koningin Johanna van Napels de Decamerone voor, 1849, waaruit de verwevenheid van de Belgische romantiek met het neoclassicisme blijkt.
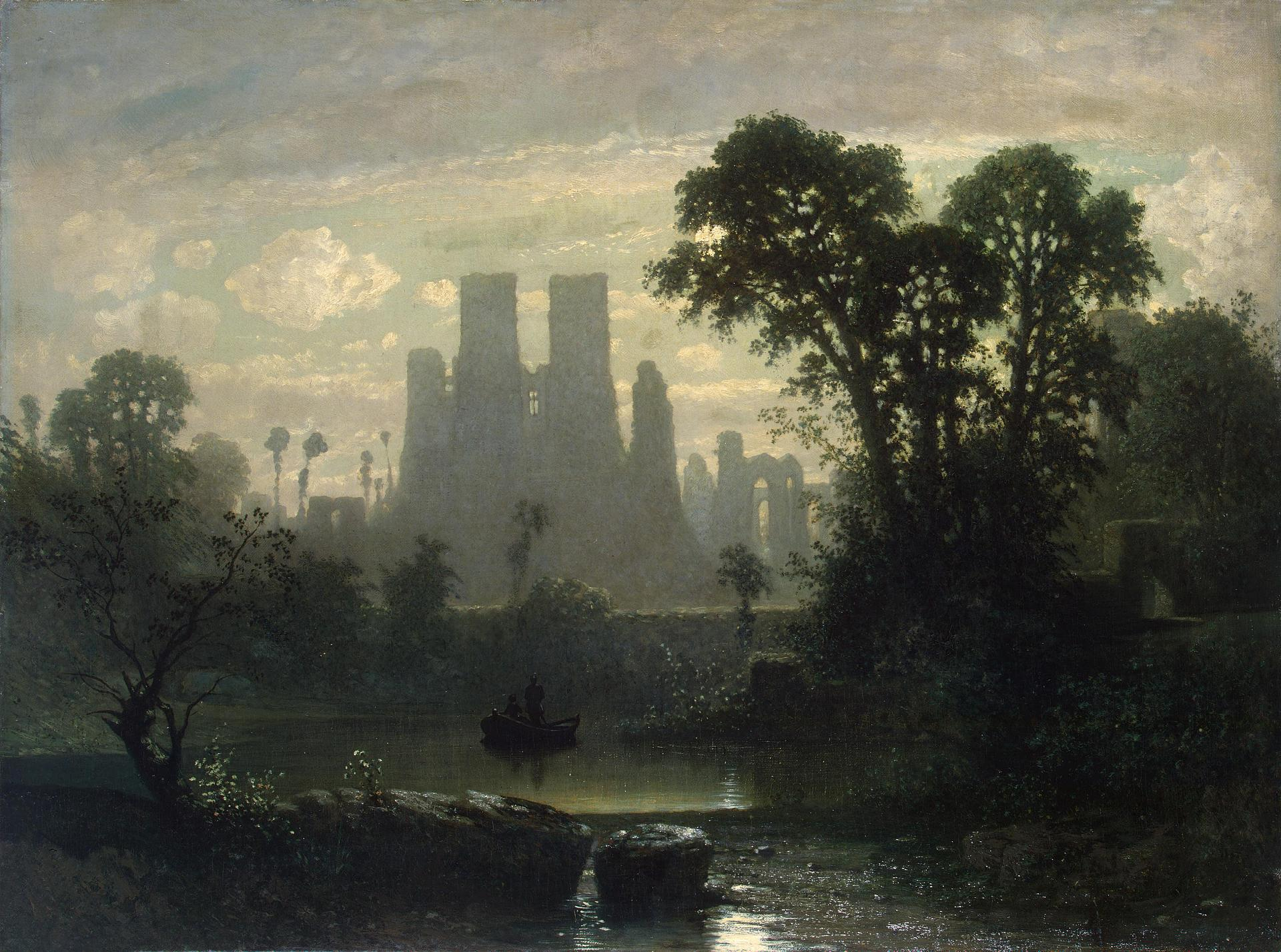
Guillaume Van der Hecht: De ruïnes van het kasteel van Kenilworth, 1850, een van de weinige werken uit de Belgische romantiek met het landschap als thema.

### Romantische schilderkunst in andere landen
Op de romantische beweging in andere Europese landen zijn stijlcategorieën soms lastig toepasbaar. Dat geldt echter niet voor Scandinavië en meer in het bijzonder Denemarken, waar een sterke invloed merkbaar was vanuit de Noord-Duitse romantiek. Een belangrijke katalyserende rol werd gespeeld door de Koninklijke Deense Kunstacademie, waar in het begin van de negentiende eeuw een sterke geest van vernieuwing waaide. Belangrijke vertegenwoordigers van de schilderkunst waren Christoffer Wilhelm Eckersberg, Wilhelm Bendz, Ditlev Blunck, Christen Købke, Constantin Hansen, Wilhelm Marstrand en Martinus Rørbye. Zij ontwikkelden een kenmerkende eigen realistische stijl, vermengd met idealistische romantische elementen. Daarbij waren ook invloeden waarneembaar vanuit de zeventiende-eeuwse Hollandse landschapsschilderkunst. Deze stijlperiode zou uiteindelijk de geschiedenis ingaan als de Deense Gouden Eeuw. Ook Noorwegen kende na zijn verzelfstandiging in 1814 een romantische bloeiperiode met schilders als Johan Christian Clausen Dahl, Adolph Tidemand en Hans Gude.
In Spanje en Italië is het lastiger om een duidelijke romantische traditie aan te wijzen. Met name binnen de Italiaanse schilderkunst heeft ze nauwelijks echt grote namen voortgebracht. Dat mag merkwaardig heten, aangezien hordes romantische kunstschilders uit andere landen naar Rome en Florence trokken om er inspiratie op te doen. Francesco Hayez is de belangrijkste Italiaanse schilder met het predicaat romantisch. Een andere vertegenwoordiger is Tommaso Minardi.
De Spaanse schilderkunst uit de eerste helft van de negentiende eeuw werd gedomineerd door Francisco de Goya, die met name door zijn patriottisme en hang naar het huiveringwekkende belangrijke romantische kenmerken in zijn werk verwerkte. Toch maakt zijn meedogenloosheid het lastig om hem een honderd procent romanticus te noemen. Zijn stijl heeft een duidelijke uniciteit. Veel andere Spaanse kunstschilders, zoals Eugenio Lucas Velázquez en Leonardo Alenza, buitten Goya uit als voorbeeld, zonder tot een duidelijk eigen stijlontwikkeling te komen.
In de Russische schilderkunst tussen 1800 en 1850 zijn diverse romantische sporen terug te vinden bij Karl Brjoellov, die internationale roem oogstte met zijn door Rubens en Van Dyck geïnspireerde De laatste dag van Pompei. Andere exponenten zijn Aleksej Venetsjanov, Ivan Aivazovski en Aleksandr Ivanov, alsook de portrettisten Vasili Tropinin en Orest Kiprenski. De nadruk kwam in Rusland echter al snel te liggen op een meer naturalistische weergave, met Ilja Repin als belangrijkste vertegenwoordiger. In buurland Polen verdient de naam van Piotr Michałowski te worden genoemd, in Estland Johann Köler.
Een bijzondere ontwikkeling kende de romantiek in de Verenigde Staten. Geheel in de geest van de Pilgrim Fathers werd het landschap daar rond 1800 met bijna religieuze bezieling tot patriottisch symbool verheven. De ongerepte natuur gold daarbij als manifestatie van het sublieme. Schilders als Frederic Edwin Church, George Caleb Bingham, Thomas Cole en iets later Albert Bierstadt creëerden droombeelden van de "nieuwe wereld" en legden de basis voor de authentieke ontwikkeling van de Amerikaanse schilderkunst. Later werd deze eerste stroming wel geduid als een vorm van escapisme en bekritiseerd om het gebrek aan vitaliteit. Die vitaliteit is wel weer herkenbaar in het historiestuk Washington crossing the Delaware (1851) van Emanuel Leutze, dat uiteindelijk zou uitgroeien tot een iconisch werk uit de Amerikaanse romantiek.

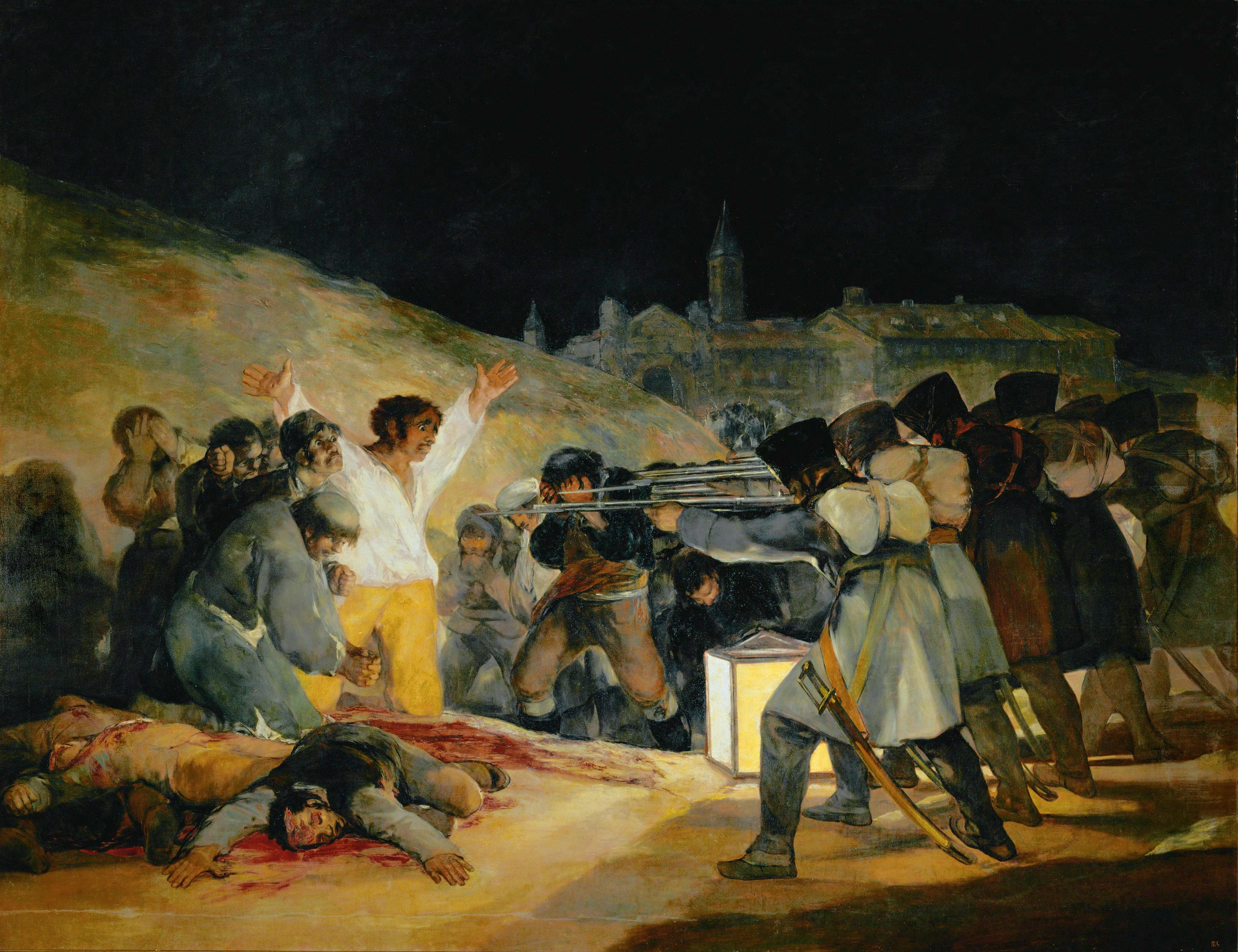
Francisco de Goya: De derde mei 1808 in Madrid, 1814, als voorbeeld van diens gepassioneerde, maar ook meedogenloze stijl.
Ditlev Blunck: Deense kunstenaars in de osteria la Gonsola in Rome, 1837, een kolonie Deense kunstenaars in Rome, in mengeling van romantiek en realisme.
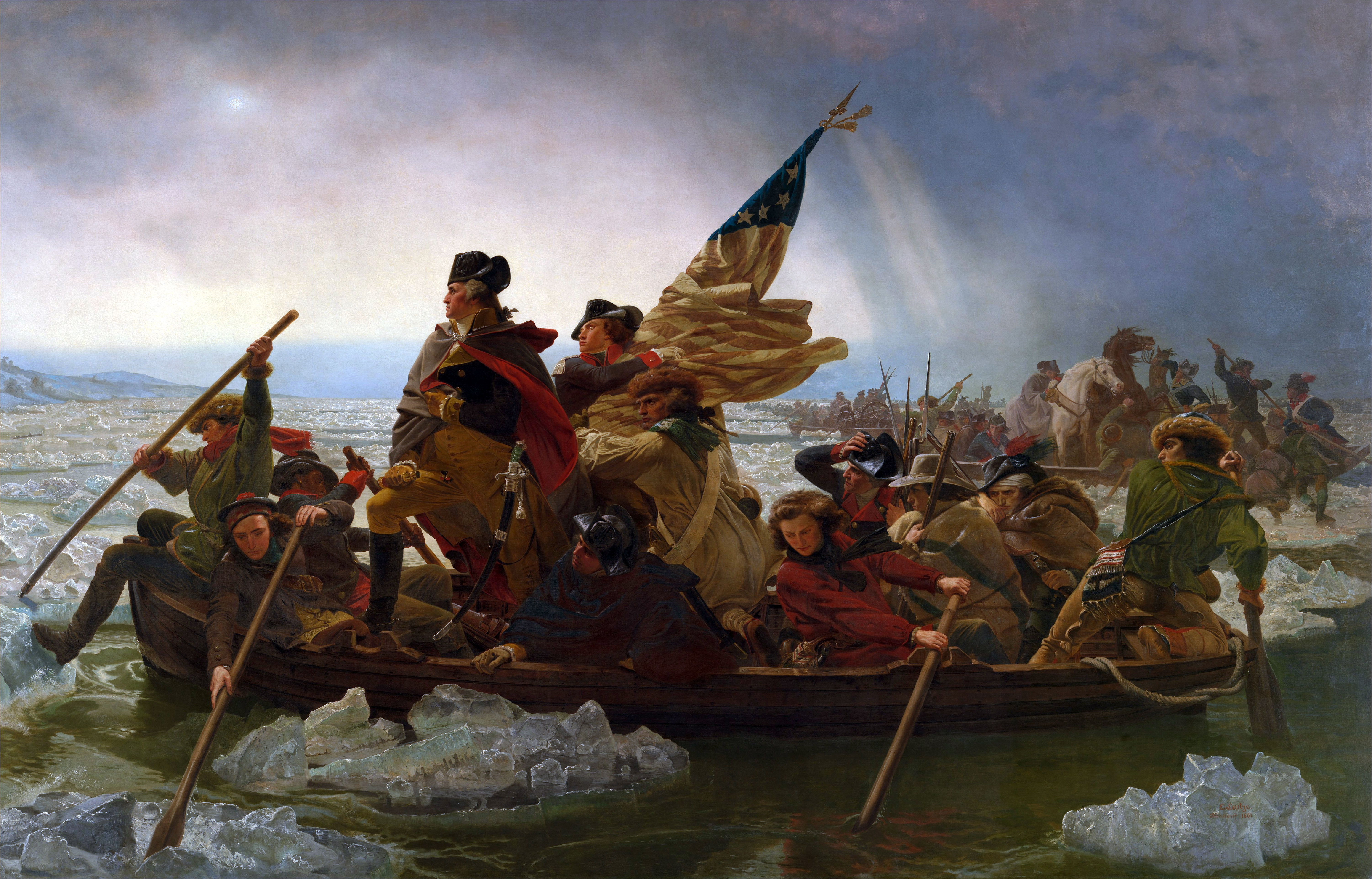
Emanuel Leutze: Washington crossing the Delaware, 1851, dat zou uitgroeien tot een iconisch werk in de Amerikaanse patriottische schilderkunst.

## De erfenis van de romantiek
Het einde van de romantische school wordt vaak gemarkeerd rond het midden van de negentiende eeuw, hoewel dat per land enigszins verschilt. In elk geval was rond die tijd een tendens waarneembaar naar een meer realistische en naturalistische schildertrant: niet meer "romantiseren", alles mooier maken of intensiveren, maar de werkelijkheid weergeven zoals ze wordt waargenomen, zonder opsmuk. Dat betekende uiteraard niet dat wat wel genoemd werd "de romantische geest" daarmee meteen uit de schilderkunst verdween. Romantische motieven bleven ook in latere periodes van grote invloed. De nadruk op de individuele scheppingsdrang van de kunstenaar, als uiting van diens persoonlijke gevoelens, zou een blijvend kenmerk van de moderne kunst worden. Aspecten als nostalgie, pathos en escapisme waren stijlkenmerken die nooit meer zouden verdwijnen. Romantiseren in de zin van een extra en diepere betekenis geven aan het alledaagse kwam uiteindelijk in vrijwel elke onderscheiden kunststroming terug.
In de tweede helft van de negentiende eeuw, zich doortrekkend tot aan de Eerste Wereldoorlog, zou de romantische schilderkunst nog een aantal sterke uitlopers hebben, met name in de Noord-Europese landen en de Verenigde Staten, ook wel late romantiek genoemd. Rond 1900 kwamen veel elementen uit de romantiek bovendien uitdrukkelijk terug in de stroming van het symbolisme (met haar aandacht voor verbeeldingskracht, fantasie en intuïtie) en in het expressionisme (in de expressieve pathos). Edvard Munch, Albert Pinkham Ryder, Franz von Stuck en Arnold Böcklin zijn, hoe verschillend ook ten opzichte van elkaar, voorbeelden van kunstschilders uit deze periode die duidelijk expliciete romantische wortels hebben. Later zou de interesse voor de romantische schilderkunst nog regelmatig worden aangewakkerd door nationalistische denkbeelden, tot in het nazi-tijdperk toe.

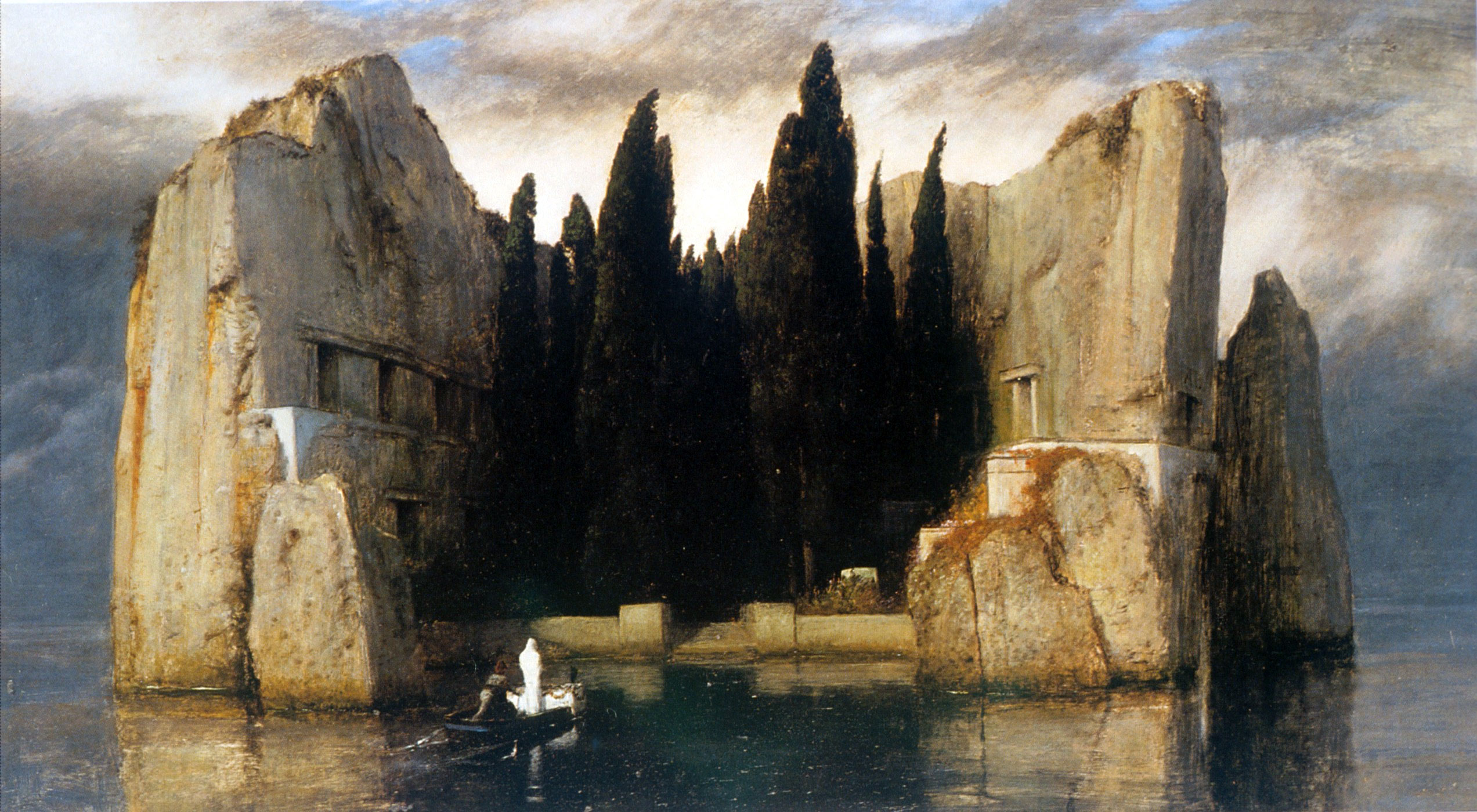
Arnold Böcklin: Het dodeneiland, 3e versie, 1883, een symbolistisch werk met romantische wortels. Het werk werd bewonderd door Adolf Hitler.

Over de invloed van de romantiek op de modernistische kunst uit de twintigste eeuw verschillen kunsthistorici van mening. Jos de Mul, hoogleraar filosofie aan de Erasmus Universiteit, beargumenteert hoe de romantische school aan de basis heeft gelegen van bijna alle artistieke ontwikkelingen in de twintigste eeuw. In zijn ogen berust de basis van alle vernieuwende kunst op het verlangen naar harmonie, verhuld achter het zintuiglijk waarneembare, wetend dat dit verlangen nooit vervuld zal worden. Deze ambivalente houding van de kunstenaar, die blijft proberen het absolute te benaderen, maar tegelijkertijd gekenmerkt wordt door twijfel, vindt volgens De Mul haar oorsprong in de romantiek en is nooit meer veranderd.
Een en ander neemt niet weg dat vanuit een meer beeldend oogpunt en objectieve stijlkenmerken de negentiende-eeuwse schilderkunst mijlenver afstaat van de modernistische kunstvormen uit de twintigste eeuw. De dominantie van abstracte stromingen in de twintigste eeuw drukte de romantiek met predicaten als sentimenteel en oubollig in het vergeethoekje. Binnen de kunstkritiek werd er laatdunkend over gesproken, kreeg het nauwelijks nog aandacht. Veel werken verdwenen in depot. Pas rond de millenniumovergang nam de aandacht voor de romantiek als stijlperiode weer toe, getuige een toenemend aantal exposities, het verschijnen van een stroom aan nieuwe studies en een toenemende belangstelling op de kunstmarkt.
absolute schilderkunst ·  abstract expressionisme · abstracte kunst · academische kunst · actionpainting · art brut · art deco · classicisme · colorfieldpainting · dadaïsme · expressionisme · fauvisme · figuratieve kunst · futurisme · hard edge · hyperrealisme · impressionisme · informele schilderkunst · jugendstil · kubisme · luminisme · magisch realisme · maniërisme · minimal art · naïeve kunst · naturalisme · neo-expressionisme · neo-impressionisme · nieuwe beelding · nieuwe zakelijkheid · op-art · orphisme · oriëntalisme · piëtisme · pittura metafisica · pixel art · pointillisme · popart · postimpressionisme · prerafaëlieten · primitivisme · realisme · romaans . romantiek · sociaal realisme · suprematisme · surrealisme · symbolisme · tachisme